# 花蓮市
23°59′N 121°36′E / 23.983°N 121.600°E
花蓮市位於臺灣花蓮縣東北端，為花蓮縣縣治所在地。全市面積約為29.4095平方公里，與新城鄉皆為花蓮縣面積最小的三級行政區。人口約有9.8萬人，人口密度每平方公里約有3,343人，是花蓮縣人口最多、人口密度最高的行政區，也是臺灣人口密度第四高的縣轄行政區。
花蓮市是花蓮縣政治、交通、經濟與文化的中心城市，隨著都市工商的發展而使其農牧業逐漸衰退，因此全市的經濟產業主要為工業和商業，工業以大理石加工業為代表，商業方面則因全縣觀光遊憩資源較為豐富，而以個人服務業及旅遊業為主。境內有花蓮港、臺鐵花蓮車站、花蓮機場等交通設施，是東臺灣重要的交通樞紐之一。由於市區有數條以大理石碎片拼貼而成的道路牆面、人行步道與安全島，有「大理石城」之稱。

## 歷史

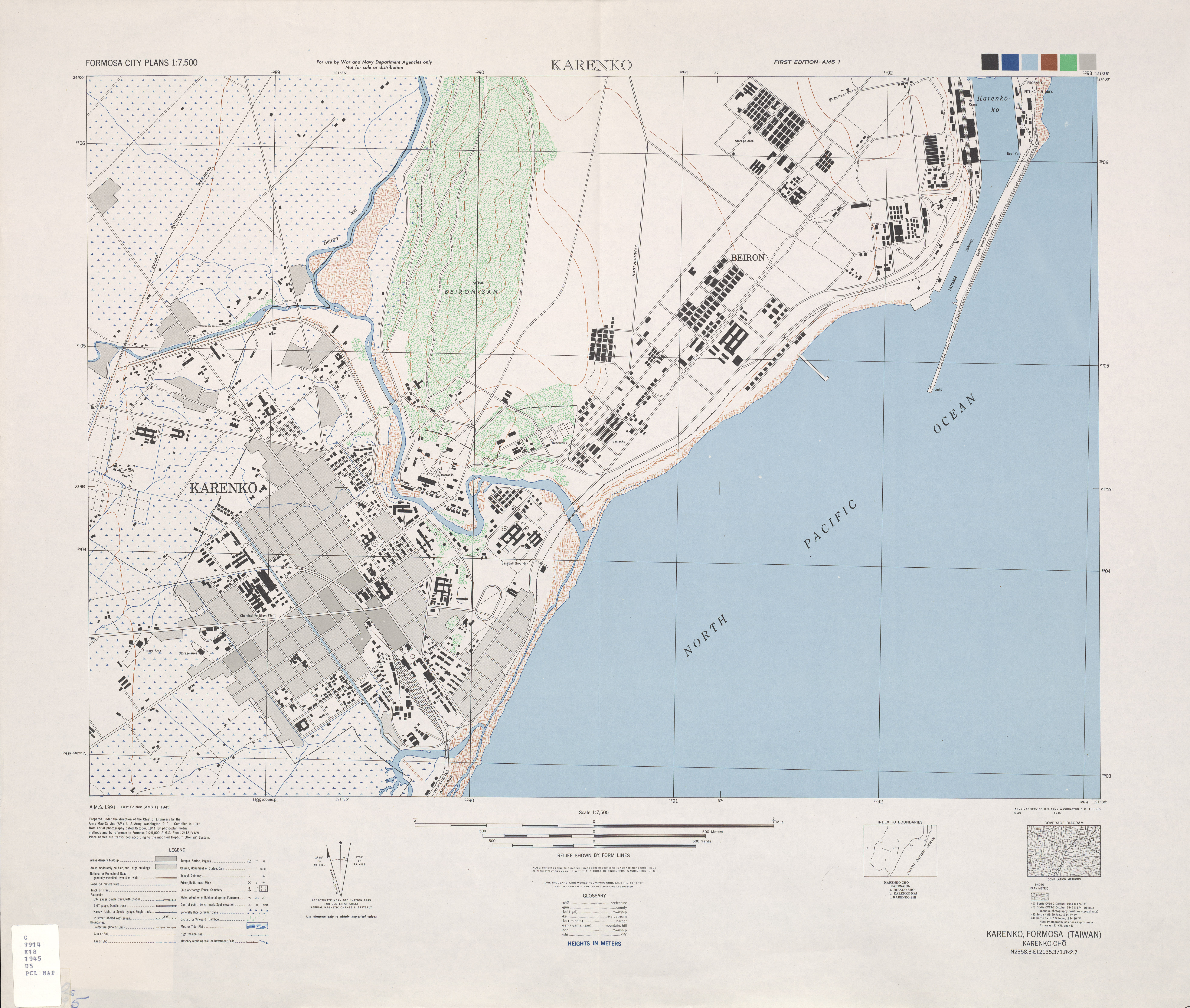
1945年美軍繪製的花蓮市地圖

花蓮古稱「奇萊」，是阿美族稱其為「Sakiraya」取「kiray」的音譯，1909年花蓮地區脫離台東獨立設治。花蓮市前身為鯉浪港，位於美崙溪口。亦稱新港，此名係與花蓮溪口的花蓮港舊港（南濱仔）相對。
1920年台灣地方改制，成立花蓮港街，隸屬花蓮港廳花蓮港支廳管轄，1937年東部實施郡制，改隸於花蓮港廳花蓮郡，1940年實施市制，改為花蓮港市，戰後，1946年改為花蓮市至今，與宜蘭縣宜蘭市同為全國最早設置為縣轄市的兩市。

## 地理

### 地形
花蓮市位於花蓮縣北部、花東縱谷北側的開口處，東臨太平洋，西鄰秀林鄉，南毗吉安鄉，北接新城鄉。市內地形全境多為沖積平原地形，約佔了全市的九成。市內僅西側的國福里與秀林鄉水源村交界處和市中心的美崙山有不足100公尺的丘陵，約占全市面積一成左右。

### 水文
花蓮市主要的水分別為吉安溪跟美崙溪：
- 吉安溪又稱七腳川溪，為一縣市管河川，幹流長度11.40公里，流域面積42.16平方公里，分佈於花蓮縣中北部，主要位於花蓮市南端及吉安鄉北端。主流發源於標高1,321公尺之秀林鄉吉安山東側，向東南東流經慶豐、勝安、宜昌等村後，成為分隔吉安鄉與花蓮市的界溪，普照橋為最靠近出海口的橋樑[7]，於南濱公園附近注入太平洋。
- 美崙溪舊稱米崙溪，流程全長19.58公里，集水區面積72.54平方公里，流貫花蓮市，水源來自砂婆礑山（位於花蓮縣秀林鄉水源村），海拔1,120公尺，花蓮市為美崙溪沖積扇平原，其沖積扇扇端逼近吉安、花蓮市、嘉里一線，美崙溪最後於花蓮港南側注入太平洋[8]。美崙溪自上游挾帶的礫岩，在經過溪水不斷沖刷後，形成細小的砂質，隨著盛行風向及洋流（黑潮），在北濱公園一帶形成天然砂灘，可供旅客及居民遊憩。
- 市區原有紅毛溪，源頭是天然湧泉。因為流經市區，居民多以「溝仔」稱之，日治時期建設福住橋、第二福住橋橫越其上。戰後臨河兩側的道路改名為自由街與明義街，紅毛溪的名字變成自由街大排或是「溝仔尾」排水溝。1951年花蓮發生大地震，地方政府為籌措賑災基金，核准花蓮縣商會在自由、明義街間「溝仔尾」水溝上建設屋舍安置災民，讓溝仔尾一度孕育著許多「溝上人家」，此處因而形成商圈。2005年花蓮市公所前往韓國首爾考察清溪川後，決定予以仿效在市區裡打造水岸空間，並拆除溝上人家重新整頓溝仔尾（後引起居民抗爭）。然花蓮縣政府決議興建總長約1,400公尺的「日出香榭大道」，將紅毛溪再次加蓋。[9][10][11][12]

### 地質構造
花蓮市最主要的地層為米崙礫岩及花蓮層，其中米崙礫岩分布於地勢較高的的米崙台地區，米崙礫岩為一更新世地層。自華東至美崙山北側一帶的東西走向條帶狀地區出露的是較年輕的花蓮層。由於鄰近花蓮市，受人為開發的影響，地表地質露頭多遭覆蓋或擾動，僅在奇萊鼻沿岸的海崖保有部份的野外露頭。但將許多小區域的地層分區併入主要地層之中。其主體地層仍：米崙礫岩為主體，上覆花蓮層與河階堆積，其下則是米崙鼻礫岩與米崙山礫岩。又可細分為：

#### 米崙鼻礫岩
僅出露於七星潭沿岸，由10.20公分的變質岩礫石組成，充填物為粗砂小礫，分級良好，位態大致為東西走向，南傾10-30度，約300公尺厚。

#### 米崙山礫岩
分布於米崙山，以淘選不佳之礫石與砂層組成，位態為N20°W，西傾10度。米崙山礫岩未與米崙鼻礫岩直接接觸，因此無法確定之間的上下關係，由米崙鼻礫岩地層南傾推測米崙山礫岩的形成年代晚於米崙鼻礫岩。

#### 米崙層
主要分布於北米崙傾動台地與南米崙階地群的最頂層。由下而上可再細分為巨礫段、珊瑚礁段、有孔蟲段、小礫段與含礫砂土段，整體厚度約10-30公尺左右，屬於更新世晚期之地層。

#### 花蓮層
分布於古米崙溪流域地區，可細分為黑色含砂泥段和砲台山沙丘段。黑色含砂泥段為古米崙湖的湖相沉積物或是古米崙溪帶來的沖積層，厚度約數公尺。砲台山沙丘段是米崙台地上最年輕的沉積物，厚度達20公尺，推測原先是在海岸線附近所形成的沙丘，米崙斷層活動造成米崙台地抬升，造成海岸線向東後退，原先的沙丘則殘留在米崙台地之上。

### 斷層

#### 米崙斷層
米崙斷層又稱花蓮斷層，位於花東縱谷北端、米崙台地西側邊界，在陸地上的分佈北起七星潭海岸、南至花蓮市美崙山西南側，全長大約8公里。米崙斷層持續以北北東走向延伸入海。斷層為逆移斷層兼具左移分量，呈北偏東30度走向。包括位於其東側的分支斷層民意斷層。最近的一次歷史地震為2018年花蓮地震，造成花蓮市區重大災情，包括位於商校街上的雲門翠堤大樓及公園路上的統帥飯店倒塌，傷亡共計300餘人。米崙斷層的分佈可延伸至花蓮北側外海。而米崙斷層的南端到了花蓮市區內則逐漸趨於不明顯。綜合1951年地震地表破裂與米崙斷層的長期活動位移型態來看，基本上都是以左移滑移為主、逆衝為輔，依據地質調查所分類屬第一級活動斷層。

#### 民意斷層
為米崙斷層的分支斷層，於米崙斷層東方1公里。斷層呈北偏東30度走向，北由奇萊鼻向南延伸經美崙山東側、花崗山西側、至南埔附近併入米崙斷層，全長約8公里。臺灣省氣象所指出該次地震斷層東側的柚子樹向北移動200公分，顯示民意斷層以左移運動為主，伴隨較小的由西向東逆移分量。斷層西側較東側高約5公尺，米崙台地上最年輕的沉積物與其下伏的米崙礫岩均受到斷層擾動，顯示斷層西北側具抬升現象。斷層西側高而東側低，斷層面呈高角度向西傾斜。

#### 南濱斷層
為米崙斷層另一分支斷層，位於美崙臺地東南緣，呈北偏東40度走向，斷層上盤在西北側，向東南方向逆衝。斷層特徵為南北走向、向東傾斜53度，以及走向北偏東5度、向西傾斜34度等兩組小斷層面。斷層由明恥國小附近向西南方向延伸經南濱公園後，至吉安鄉廣賢路附近併入米崙斷層，以左移運動為主，全長約7公里。

### 氣候
依中央氣象署自民國80年至109年間之資料統計分析結果，花蓮市全年平均最高氣溫為27.1℃，平均最低氣溫為21.0℃，屬熱帶季風氣候。平均年降水量達2,034公厘，平均降雨日數為151天，主要降雨月份為7月至10月間。受颱風或午後西南風所產生的熱對流影響所致，花蓮市年平均相對濕度為77.3%。花蓮市位處臺灣東部的海岸，因為受到中央山脈與海岸山脈的阻擋，全年主要風向為東北向，其中在6～8月間則以西南向出現較顯著，年平均風速2.18公尺/秒。
根據山坡地公共安全手冊統計資料顯示，近百年發布陸上警報的颱風，有12%左右是從花蓮登陸，受到來自西太平洋颱風與季風的影響，海岸線受到海浪不斷的沖刷淘洗，海岸線逐年減退。
| 花蓮市（平均數據1991−2020年，極端數據1910-2021年更新中） | 花蓮市（平均數據1991−2020年，極端數據1910-2021年更新中） | 花蓮市（平均數據1991−2020年，極端數據1910-2021年更新中） | 花蓮市（平均數據1991−2020年，極端數據1910-2021年更新中） | 花蓮市（平均數據1991−2020年，極端數據1910-2021年更新中） | 花蓮市（平均數據1991−2020年，極端數據1910-2021年更新中） | 花蓮市（平均數據1991−2020年，極端數據1910-2021年更新中） | 花蓮市（平均數據1991−2020年，極端數據1910-2021年更新中） | 花蓮市（平均數據1991−2020年，極端數據1910-2021年更新中） | 花蓮市（平均數據1991−2020年，極端數據1910-2021年更新中） | 花蓮市（平均數據1991−2020年，極端數據1910-2021年更新中） | 花蓮市（平均數據1991−2020年，極端數據1910-2021年更新中） | 花蓮市（平均數據1991−2020年，極端數據1910-2021年更新中） | 花蓮市（平均數據1991−2020年，極端數據1910-2021年更新中） |
| 月份                                                     | 1月                                                      | 2月                                                      | 3月                                                      | 4月                                                      | 5月                                                      | 6月                                                      | 7月                                                      | 8月                                                      | 9月                                                      | 10月                                                     | 11月                                                     | 12月                                                     | 全年                                                     |
| -------------------------------------------------------- | -------------------------------------------------------- | -------------------------------------------------------- | -------------------------------------------------------- | -------------------------------------------------------- | -------------------------------------------------------- | -------------------------------------------------------- | -------------------------------------------------------- | -------------------------------------------------------- | -------------------------------------------------------- | -------------------------------------------------------- | -------------------------------------------------------- | -------------------------------------------------------- | -------------------------------------------------------- |
| 历史最高温 °C（°F）                                      | 29.6 (85.3)                                              | 30.6 (87.1)                                              | 31.2 (88.2)                                              | 33.6 (92.5)                                              | 34.3 (93.7)                                              | 34.7 (94.5)                                              | 36.3 (97.3)                                              | 37.4 (99.3)                                              | 35.2 (95.4)                                              | 37.0 (98.6)                                              | 32.3 (90.1)                                              | 29.6 (85.3)                                              | 37.4 (99.3)                                              |
| 平均高温 °C（°F）                                        | 21.4 (70.5)                                              | 21.9 (71.4)                                              | 23.6 (74.5)                                              | 26.2 (79.2)                                              | 28.7 (83.7)                                              | 30.9 (87.6)                                              | 32.4 (90.3)                                              | 32.2 (90.0)                                              | 30.7 (87.3)                                              | 28.3 (82.9)                                              | 25.8 (78.4)                                              | 22.8 (73.0)                                              | 27.1 (80.8)                                              |
| 日均气温 °C（°F）                                        | 18.3 (64.9)                                              | 18.6 (65.5)                                              | 20.3 (68.5)                                              | 22.8 (73.0)                                              | 25.3 (77.5)                                              | 27.3 (81.1)                                              | 28.7 (83.7)                                              | 28.4 (83.1)                                              | 27.0 (80.6)                                              | 24.9 (76.8)                                              | 22.5 (72.5)                                              | 19.7 (67.5)                                              | 23.7 (74.7)                                              |
| 平均低温 °C（°F）                                        | 15.8 (60.4)                                              | 16.2 (61.2)                                              | 17.6 (63.7)                                              | 20.1 (68.2)                                              | 22.5 (72.5)                                              | 24.7 (76.5)                                              | 25.6 (78.1)                                              | 25.4 (77.7)                                              | 24.2 (75.6)                                              | 22.2 (72.0)                                              | 19.9 (67.8)                                              | 17.2 (63.0)                                              | 21.0 (69.8)                                              |
| 历史最低温 °C（°F）                                      | 4.6 (40.3)                                               | 4.4 (39.9)                                               | 8.7 (47.7)                                               | 9.6 (49.3)                                               | 14.6 (58.3)                                              | 16.8 (62.2)                                              | 20.1 (68.2)                                              | 19.8 (67.6)                                              | 16.9 (62.4)                                              | 12.5 (54.5)                                              | 8.1 (46.6)                                               | 6.5 (43.7)                                               | 4.4 (39.9)                                               |
| 平均降水量 mm（）                                        | 57.6 (2.27)                                              | 74.7 (2.94)                                              | 76.7 (3.02)                                              | 76.6 (3.02)                                              | 186.9 (7.36)                                             | 165.5 (6.52)                                             | 198.5 (7.81)                                             | 258.8 (10.19)                                            | 329.9 (12.99)                                            | 350.6 (13.80)                                            | 175.1 (6.89)                                             | 83.6 (3.29)                                              | 2,034.5 (80.1)                                           |
| 平均降雨天数                                             | 13.4                                                     | 14.2                                                     | 14.2                                                     | 14.1                                                     | 15.8                                                     | 11.6                                                     | 8.2                                                      | 10.4                                                     | 13.2                                                     | 12.5                                                     | 12.4                                                     | 11.2                                                     | 151.2                                                    |
| 平均相對濕度（％）                                       | 75.6                                                     | 76.9                                                     | 77.4                                                     | 78.9                                                     | 80.2                                                     | 80.4                                                     | 77.1                                                     | 78.0                                                     | 77.8                                                     | 75.2                                                     | 75.7                                                     | 74.0                                                     | 77.3                                                     |
| 月均日照時數                                             | 68.7                                                     | 67.8                                                     | 85.7                                                     | 98.1                                                     | 124.3                                                    | 180.9                                                    | 255.6                                                    | 228.0                                                    | 163.1                                                    | 124.3                                                    | 93.2                                                     | 74.2                                                     | 1,563.9                                                  |
| 来源：中央氣象局                                         |                                                          |                                                          |                                                          |                                                          |                                                          |                                                          |                                                          |                                                          |                                                          |                                                          |                                                          |                                                          |                                                          |

### 人口
根據花蓮縣政府民政處統計，2024年底花蓮市戶數計有42,440戶，人口計有98,324人，其中男性人數為46,962人，女性人數為51,362人，性別比約為91.43，是花蓮縣性別比最低的行政區。市內人口最多與最少的里分別是主權里與民族里，2024年底兩里人口分別為6,250人與487人，其中主權里是花蓮縣人口最多的里，也是花蓮縣人口第四多的村里。花蓮市人口的年齡構成中，0至14歲人口佔比13.41%，15至64歲人口佔比66.67%，65歲以上人口佔比19.93%，老化指數約為148.65%，為花蓮縣人口老化程度相對輕微的地區，也是臺灣青壯年人口佔比最低的縣轄市。

### 族群
花蓮市的族群組成有漢族、平埔原住民族、阿美族、太魯閣族、賽德克族、撒奇萊雅族及少數外籍人士等。根據花蓮市戶政事務所統計，就2018年全年原住民總人口數而言，設籍於花蓮市的原住民總人數為12,539人，約佔全市的一成之多。

#### 阿美族
阿美族主要分佈於花東兩縣，為台灣原住民人口數最多的一族。阿美族分佈在中央山脈東側，立霧溪以南，太平洋沿岸的花東縱谷及東海岸平原，大部份居住於平地，只有極少數居於山谷中。在原住民各族中漢化最深的阿美族，早已習慣顧犛耕及實施灌溉，採母系制度，子女從母，夫從妻居。阿美族全臺人口約二十萬，其中分佈山地行政區者僅佔百分之零點五，其餘概為平地。從地域、習慣及語音的差異，可分為北部阿美，居住於今花蓮縣鳳林以北至花蓮市之間（如壽豐鄉、吉安鄉），又稱為南勢阿美。中部阿美，由於海岸山脈的分隔，又分為海岸阿美（如豐濱、大港口）與秀姑巒溪畔的秀姑巒阿美（如瑞穗、奇美）；南部阿美，居住於台東平原附近，也稱為台東阿美（如台東市、馬蘭、都蘭一帶）。

#### 太魯閣族
太魯閣族在三、四百年前，為擴充耕地及狩獵區域而翻山越嶺，來到東部立霧溪、木瓜溪及陶塞溪等地區。花蓮縣的三個山地鄉（秀林、萬榮及卓溪鄉立山村）為太魯閣族分佈居住地。太魯閣族以勇猛強悍著稱，男性善長狩獵，女性善於織布，編織花色、圖紋無出其右者。

#### 賽德克族
傳說中賽德克族發源於中央山脈牡丹岩，經數次遷移來到今南投縣仁愛鄉境內Truwan之地定居。後因受限居住及耕作腹地不足，再次遷徙至Tgdaya、Toda、Truku等3個地區定居。在三百多年前，部分賽德克族人輾轉搬遷到現今的花蓮地區，發展出自己的文化，也演進了自己的語言。

#### 撒奇萊雅族
撒奇萊雅族世居花蓮奇萊平原，北起立霧溪、南迄木瓜溪，東臨太平洋、西接奇萊山，早期建有十大部落。十七世紀荷西時期，文獻即記載著sakiraya，移墾的漢人亦將花蓮稱之為「奇萊」 (閩南語kilay)，足見數百年前，撒奇萊雅族實為花蓮北區一支強盛的族群。
西元1878年，大清帝國開山撫番，發動「達固湖灣戰役」(史稱加禮宛事件)，撒奇萊雅族與噶瑪蘭族聯合抗清不幸戰敗。戰後，清軍採取「勒遷以分其勢」的報復手段，使得殘存的族人被迫隱匿於阿美族部落中，或遠走他鄉重建家園。撒奇萊雅族從此在歷史的舞台上「消失」，成為流浪的民族。民國96年1月17日，烽火漂泊129年之後，推動長達17年的正名運動終獲成功，撒奇萊雅族重返歷史舞台，成為官方所認定之台灣原住民族第13族。10月「火神祭Palamal」是為最重要的歲時祭儀祭典，開春舉辦的「長者賜福Hamaybaki」亦極為獨特，離村求生的「Misapunis舉村遠走野餐」教示族人同心離災、年齡階級種植刺竹保護部落、視刺竹尾端為祖靈託示等，均為其重要而獨特的習俗。民族服飾部分以「土金」、「凝血」為主色，「海青」、「炭黑」、「泥褐」、「珠白」、「草綠」為輔色。女冠上之「刺竹圍牆」、「母親眼淚」，男冠上之「三角神印」、「壯羽飛揚」，以及冠帶垂腰的典故富饒意義。神之職「風吹、雨淋、土生、火燒」，及人之道「敬神、勤奮、自愛、愛人」則為最重要的祖訓。

### 語言
花蓮市通行中華民國國語、台灣閩南語、台灣客家語，原住民族的通行語為阿美語、太魯閣語、撒奇萊雅語。

## 政治

### 歷任市長
| 屆次 | 姓名   | 黨籍              | 就任時間       | 卸任時間       | 備註                             |
| 1    | 許瑾夫 |                   | 1951年7月2日   | 1954年7月1日   | 民選首任                         |
| 2    | 鄭根井 |                   | 1954年7月1日   | 1957年7月1日   |                                  |
| 3    | 鄭根井 |                   | 1957年7月1日   | 1960年1月17日  |                                  |
| 4    | 郭榮宗 |                   | 1960年1月17日  | 1964年3月1日   |                                  |
| 5    | 郭榮宗 |                   | 1964年3月1日   | 1968年3月1日   |                                  |
| 6    | 黃集   |                   | 1968年3月1日   | 1973年4月1日   |                                  |
| 7    | 陳清水 | 中國國民黨        | 1973年4月1日   | 1977年12月30日 |                                  |
| 8    | 劉新興 | 中國國民黨        | 1977年12月30日 | 1982年3月1日   |                                  |
| 9    | 陳清水 | 中國國民黨        | 1982年3月1日   | 1986年3月1日   |                                  |
| 10   | 魏木村 | 無黨籍            | 1986年3月1日   | 1990年3月1日   |                                  |
| 11   | 魏木村 | 無黨籍            | 1990年3月1日   | 1994年3月1日   |                                  |
| 12   | 陳清水 | 中國國民黨        | 1994年3月1日   | 1997年2月1日   | 解職                             |
| 12   | 葉耀輝 | 中國國民黨        | 1997年4月1日   | 1998年3月1日   | 補選                             |
| 13   | 葉耀輝 | 中國國民黨        | 1998年3月1日   | 2002年3月1日   |                                  |
| 14   | 蔡啟塔 | 中國國民黨        | 2002年3月1日   | 2006年3月1日   |                                  |
| 15   | 蔡啟塔 | 中國國民黨        | 2006年3月1日   | 2010年3月1日   |                                  |
| 16   | 田智宣 | 民主進步黨        | 2010年3月1日   | 2014年12月25日 | 首任民進黨籍市長                 |
| 17   | 田智宣 | 民主進步黨        | 2014年12月25日 | 2016年5月29日  | 任內逝世                         |
| 17   | 魏嘉賢 | 中國國民黨        | 2016年9月2日   | 2018年12月24日 | 補選                             |
| 18   | 魏嘉賢 | 中國國民黨→無黨籍 | 2018年12月25日 | 2022年12月25日 | 違紀參選2022年議員選舉被撤銷黨籍 |
| 19   | 魏嘉彥 | 中國國民黨        | 2022年12月25日 | 現任           | 魏嘉賢胞弟                       |

### 市政組織

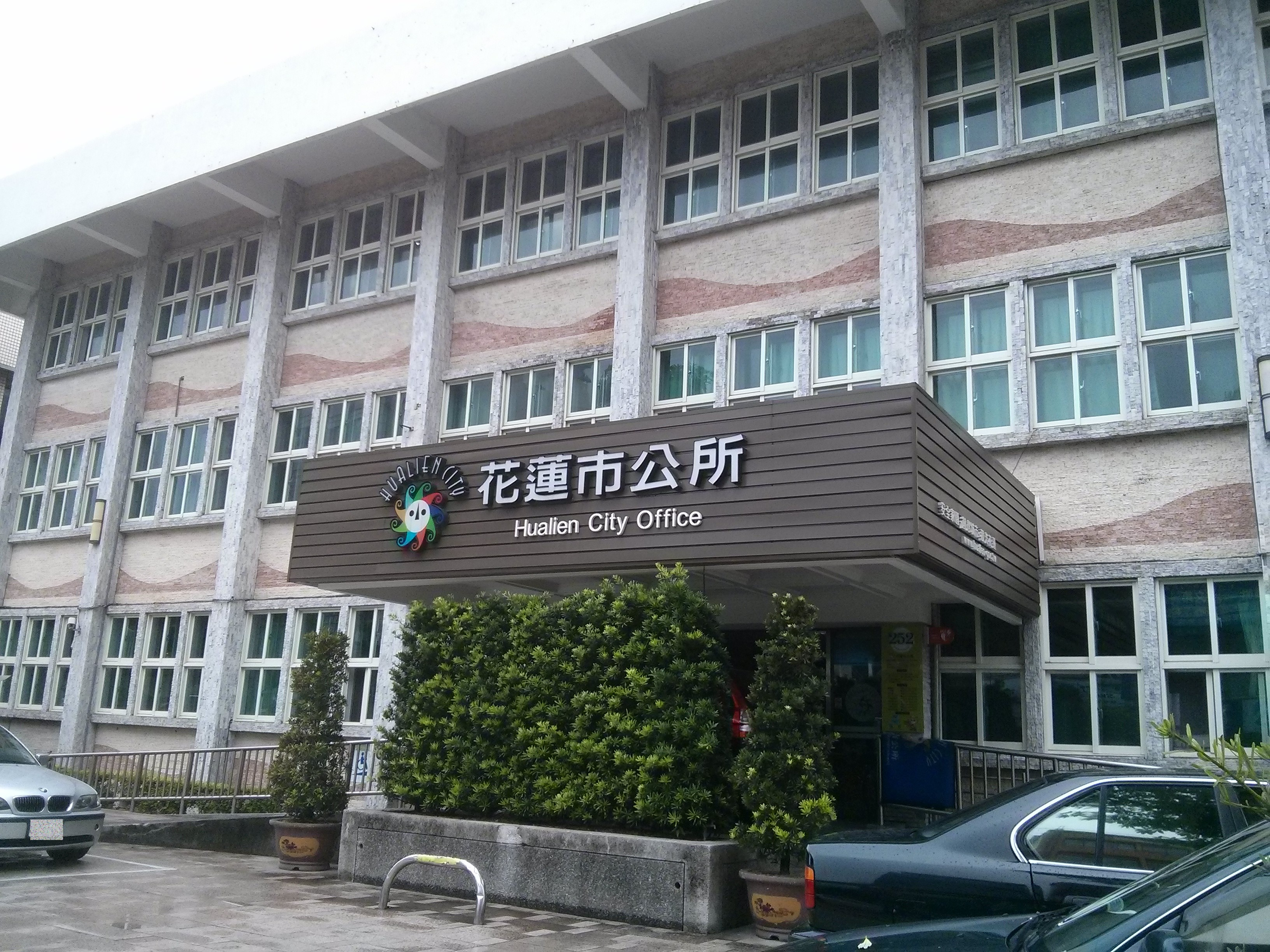
花蓮市公所

花蓮市公所是花蓮市最高層級的地方行政機關，在中華民國政府架構中為縣轄市自治的行政機關，同時負責執行縣政府及中央機關委辦事項，花蓮市的自治監督機關為花蓮縣政府。市長由全體市民直接選舉產生，任期為四年，可連選連任一次。花蓮市公所並置市政會議，為市政最高決策機構，在市長之下，設有6課4室等10個內部單位及8個附屬機關。
花蓮市民代表會是花蓮市的最高民意機關，代表花蓮市全體市民立法和監察市政。市民代表由公民直選選出，任期為四年，可連選連任。花蓮市民代表會共有19位市民代表，分別為第一選區4席市民代表、第二選區1席市民代表、第三選區5席市民代表、第四選區7席市民代表、第五選區2席市民代表，主席、副主席由19位市民代表互選產生。
花蓮市為花蓮縣議會第一選區，在花蓮縣議會33席縣議員中，花蓮市共選出9席縣議員。

### 行政區劃
花蓮市下轄45里，並設有六個非正式行政區劃的聯合里。另外民治里因人口稀少，已與民主里合併。
| 花蓮市行政區劃 |        |        |        |        |        |        |        |        |        |        |
| 聯合里         | 里名   | 里名   | 里名   | 里名   | 里名   | 里名   | 里名   | 里名   | 里名   | 里名   |
| 第一聯合里     | 民勤里 | 民德里 | 民心   | 民享里 | 民孝里 | 民運里 | 民政里 | 民意里 | 民立里 | 民樂里 |
| 第二聯合里     | 民有里 | 民主里 | 民族   | 民生里 | 民權里 | 民治里 |        |        |        |        |
| 第三聯合里     | 主商里 | 主勤里 | 主工里 | 主信里 | 主義里 | 主睦里 | 主計里 |        |        |        |
| 第四聯合里     | 主力里 | 主權里 | 主安里 | 主農里 | 主學里 | 主和里 |        |        |        |        |
| 第五聯合里     | 國風里 | 國威里 | 國治里 | 國安里 | 國光里 | 國防里 | 國華里 | 國魂里 | 國聯里 | 國盛里 |
| 第六聯合里     | 國強里 | 國富里 | 國裕里 | 國慶里 | 國興里 | 國福里 |        |        |        |        |

## 經濟
全市經貿發展著重於市內西南部，西部則多屬於文教區（慈濟集團用地），東部則多為高級住宅區（華東副都心）及花蓮港區，東北部為美崙工業區及政府機關所在，東南部濱海地區（南、北濱）則以一般住宅區及閒置用地為主，市郊分明。

### 農業
花蓮市首重振興工商，故農業發展並不及縣內其他鄉鎮發達，市內的第一級產業用地多位於西北側的國強里、國慶里及國福里一帶。主要以栽植花蓮薯、玉米、青辣椒、稻米、紅藜、柑橘等經濟作物為主，及少數的魚塭。

### 工業
- 美崙工業區
- 台灣水泥花蓮廠
- 亞洲水泥花蓮營業所、儲運站
- 幸福水泥花蓮分公司
- 花蓮港
- 台灣海洋深層水股份有限公司
- 台灣肥料公司花蓮廠
- 中國鋼鐵公司石料處理廠
- 工業技術研究院產業服務中心花蓮辦公室

### 商業

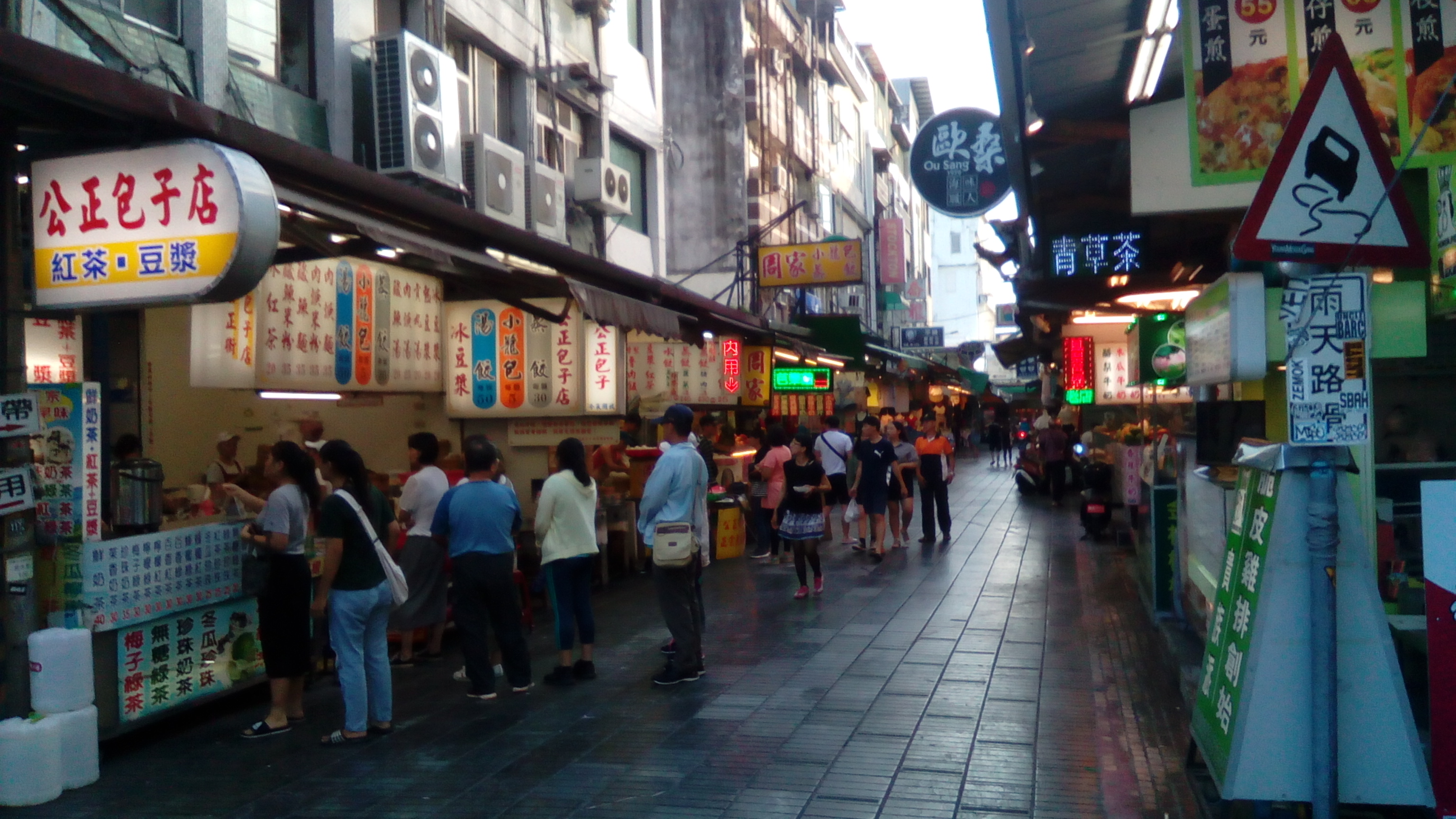
公正街商圈

花蓮市區最熱鬧的地段莫過於「舊市區」的中正路、中華路、中山路的「金三角商圈」，另結合週遭的溝仔尾（即現今的主計里、主信里、主工里及主睦里一帶）、第二聯合里及第三聯合里而形成的商業區域。知名連鎖速食餐廳、飲料店與咖啡廳如麥當勞、肯德基、達美樂、必勝客、摩斯漢堡、SUBWAY、拿坡里、漢堡王、胖老爹、頂呱呱、星巴克、路易莎咖啡、争鮮、茶之魔手、清心福全、85度C、繼光香香雞、八方雲集等均設有營業據點，遠東百貨新館於2009年開業，位於和平路及林森路旁，為花東地區唯一的百貨公司，其內部設有愛買花蓮店、無印良品、UNIQLO、Mister Donut、義式屋古拉爵、H&M、誠品生活、宜得利家居、ABC Mart等專櫃。而中大型專門店有在林森路的特力屋，亦有全國電子、燦坤3C、順發3C、生活工場、屈臣氏、寶雅生活館、康是美、全聯福利中心、光南大批發、義美食品、政大書城、九乘九文具專家、101文具天堂、生活百貨賣場及商務旅館等，集中於市區金三角商圈周遭。另外服飾店、流行飾品店、運動用品店、連鎖服飾店、書店、銀行、名產店等大多聚集於「三中地段」週遭，而好樂迪KTV、享溫馨KTV、秀泰影城、商務飯店、電動遊樂場、World Gym健身工廠、大魯閣保齡球館則聚集在火車站附近的「新市區」。
知名商家目錄如下所示:

#### 購物與旅宿系統
- 花蓮潔西艾美酒店J plaza 傑西廣場
- 遠東百貨花蓮店
- 愛買花蓮店
- 199生活百貨及全民生活百貨
- 7-eleven-共39家
- 全家便利商店-共20家
- OK超商-共2家
- 全聯福利中心-共7家
- 義美食品-花蓮店
- 民宿數百家
- 旅館及觀光旅館數十家

### 金融機構
- 台灣銀行-花蓮分行、北花蓮分行
- 土地銀行-花蓮分行
- 合作金庫-花蓮分行、北花蓮分行
- 第一銀行-花蓮分行
- 華南銀行-花蓮分行
- 彰化銀行-花蓮分行
- 台北富邦銀行-花蓮分行
- 國泰世華銀行-花蓮分行
- 兆豐銀行-花蓮分行
- 台灣企銀-花蓮分行
- 新光銀行-花蓮分行
- 中華郵政-共10家
- 元大銀行-花蓮分行
- 永豐銀行-花蓮分行
- 玉山銀行-花蓮分行
- 凱基銀行-花蓮分行
- 台新銀行-花蓮分行
- 中國信託-花蓮分行、東花蓮分行
- 花蓮一信-共10家
- 花蓮二信-共8家
- 農會-共3家
- 漁會-花蓮港分會

#### 速食/餐飲
- 麥當勞-花蓮中正、花蓮中山、花蓮遠百
- 肯德基-花蓮中正
- 摩斯漢堡-花蓮中山、花蓮美崙（籌備中）
- 漢堡王-花蓮中山
- 必勝客-花蓮中正、花蓮中山
- 達美樂-花蓮中山
- 拿坡里-花蓮店
- Subway-花蓮建中
- 胖老爹-花蓮中正、花蓮石來運轉
- 爭鮮-花蓮中正、花蓮車站、花蓮林森、花蓮中山
- 西堤-花蓮中山
- 野人火鍋-花蓮店
- 六扇門時尚湯鍋-花蓮中山店
- 九湯屋-花蓮林森、花蓮府前
- 寧記麻辣火鍋-花蓮和平
- 涮乃葉-花蓮遠百
- 義式屋古拉爵-花蓮遠百
- 八方雲集-共9家
- 悟饕池上飯包-共4家
- 三媽臭臭鍋-花蓮和平、花蓮商校、花蓮民國
- 大呼過癮-花蓮慈濟、花蓮美崙、花蓮中正
- 呷尚寶-花蓮富安、花蓮中央、花蓮和平、花蓮富強、花蓮中原
- 耕壽司-花蓮總店
- 繼光香香雞-花蓮車站
- 台鐵夢工場-花蓮車站
- 頂呱呱-花蓮車站
- 潮味決-花蓮中山分社
- 孫東寶-花蓮中山
- 豚將日本拉麵-花蓮店
- 老先覺-花蓮中山概念店
- 燒肉神保町-花蓮國盛

#### 咖啡餐飲連鎖
- 85度C-花蓮和平、花蓮林森
- 星巴克-花蓮中山、花蓮中央（東部首家典藏門市）、花蓮遠百、花蓮車站
- 羅伯咖啡-花蓮中華電信、花蓮中美、花蓮上毅、花蓮國聯、花蓮和平
- 路易莎咖啡-花蓮民國、花蓮東大門
- cama café-花蓮中山店

#### 居家用品業
- 詩肯柚木-花蓮店
- 特力屋-花蓮店
- 宜得利家居-花蓮遠東百貨店

#### 美妝藥妝業
- 屈臣氏-花蓮中正、花蓮中山、花蓮中山二、花蓮美琪、花蓮太昌
- 康是美-花蓮中正、花蓮中山、花蓮國聯
- 丁丁藥局-花蓮店
- 大樹藥局-花蓮中正店
- 寶雅生活館-花蓮中正二、花蓮中山、花蓮府前
- 京華堂-花蓮店

#### 電子生活業
- 燦坤3C-花蓮中正、花蓮林森、花蓮旗艦店
- 全國電子-花蓮中正、花蓮中正二、花蓮林森、花蓮建國、花蓮中華
- 大同3C-花蓮和平、花蓮國富、花蓮林森、花蓮化道服務中心
- 順發3C-花蓮中山

#### 休閒娛樂業
- 誠品生活-花蓮遠百門市
- 無印良品-花蓮遠百門市
- 生活工場-花蓮中正
- 光南大批發-花蓮中正門市、花蓮中山門市
- 政大書城-花蓮店
- 101文具天堂-花蓮中山店
- 九乘九文具專家-花蓮店
- 好樂迪KTV-花蓮店
- 享溫馨KTV-花蓮店
- 大魯閣保齡球-花蓮店
- 秀泰影城-花蓮館
- World Gym-花蓮店

#### 服飾業

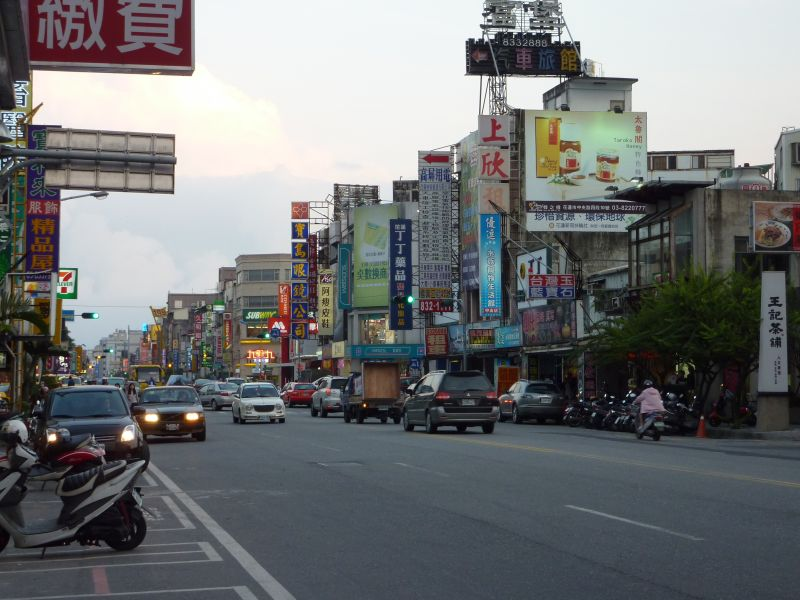
H&M-花蓮遠百門市
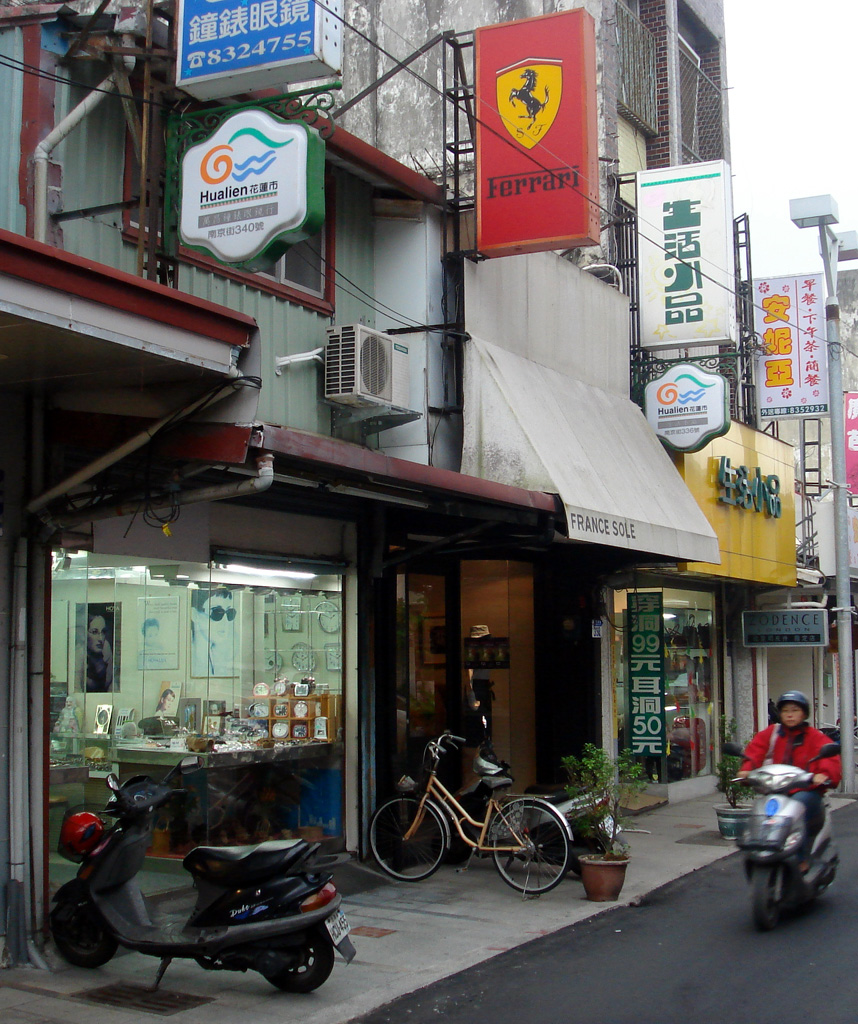
金三角商圈一帶
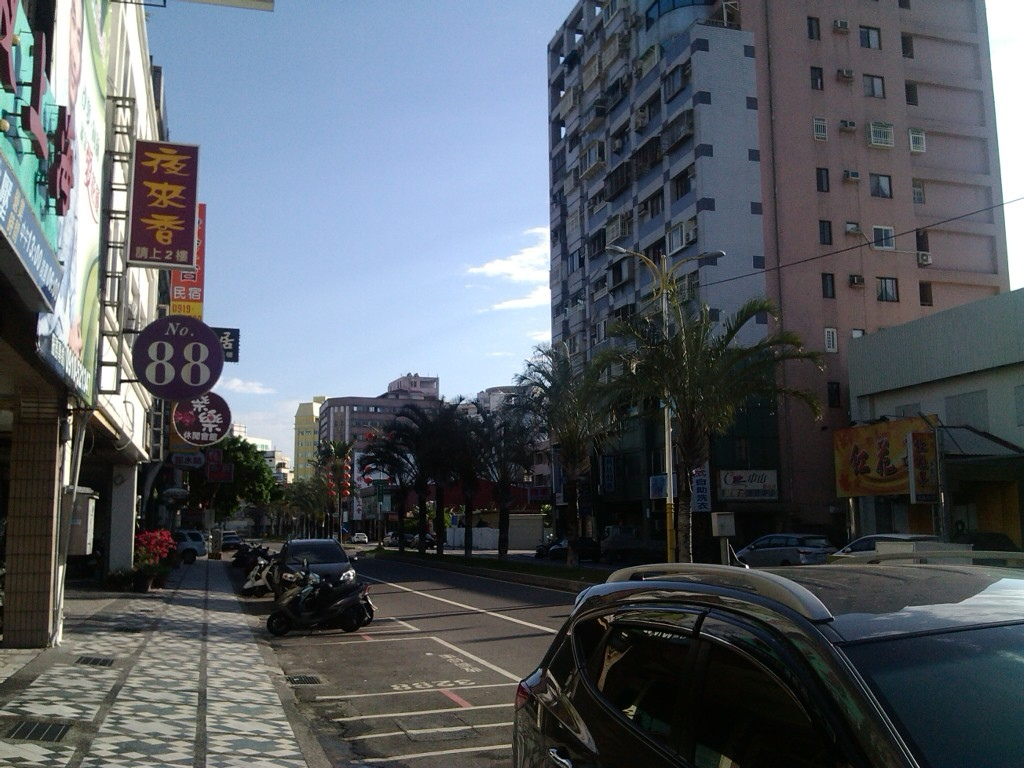
花蓮市國聯二路

- Uniqlo-花蓮遠百門市
- Hang Ten-花蓮中正、花蓮遠百
- NIKE-花蓮中正
- ADIDAS-花蓮中正
- NET-花蓮中正
- 全家福鞋店-花蓮中正、花蓮國風
- Giordano-花蓮中正、花蓮遠百
- Momentum-花蓮中正
- EDWIN 503-花蓮中山
- ABC MART-花蓮遠百

- 花蓮市中山路
- 金三角商圈一帶
- 花蓮市國聯二路

## 宗教場所

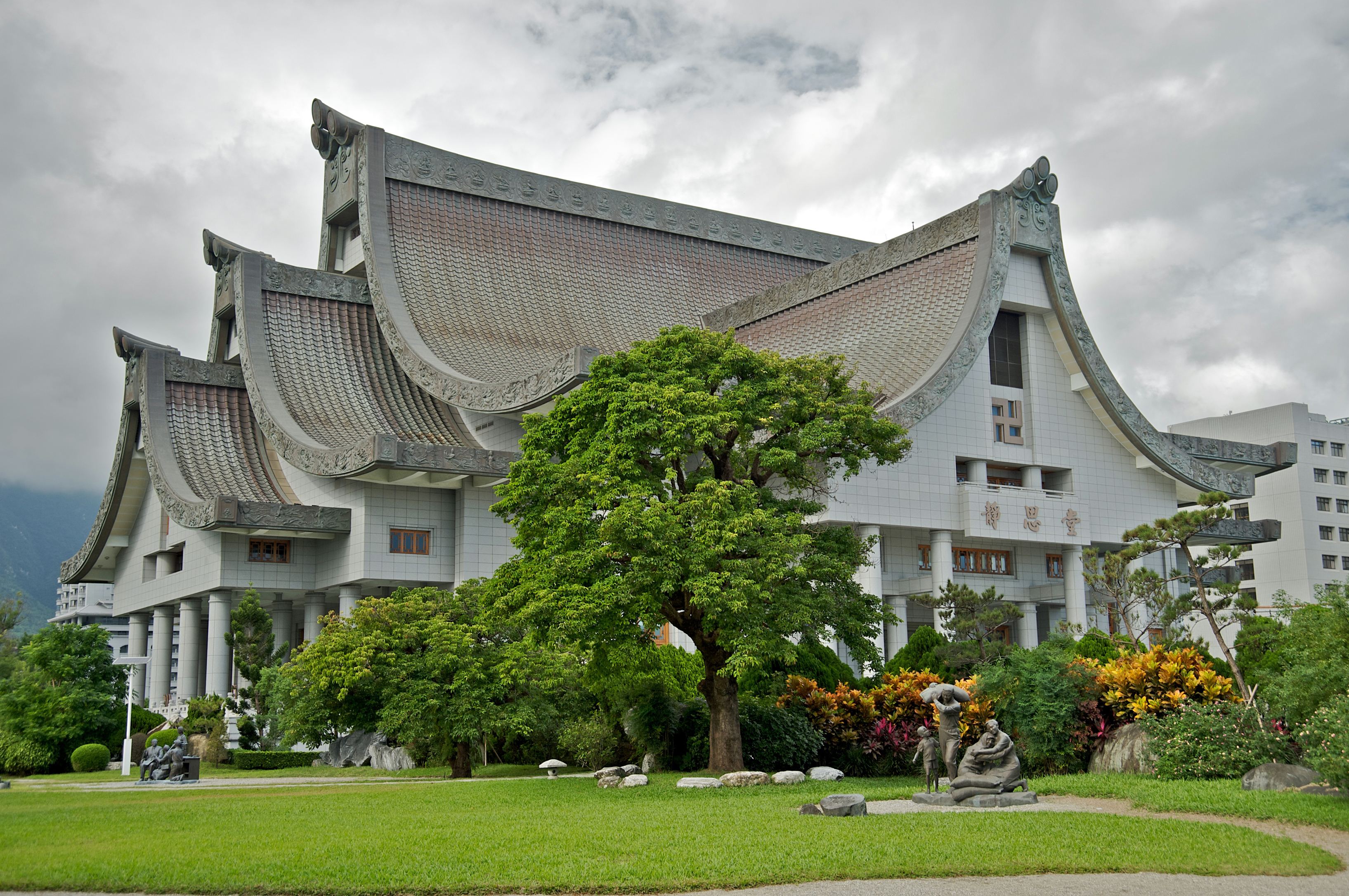
慈濟花蓮靜思堂
- 花蓮城隍廟
- 花蓮慈天宮
- 十六股延平王廟
- 花蓮港天宮
- 花蓮天主教文物館
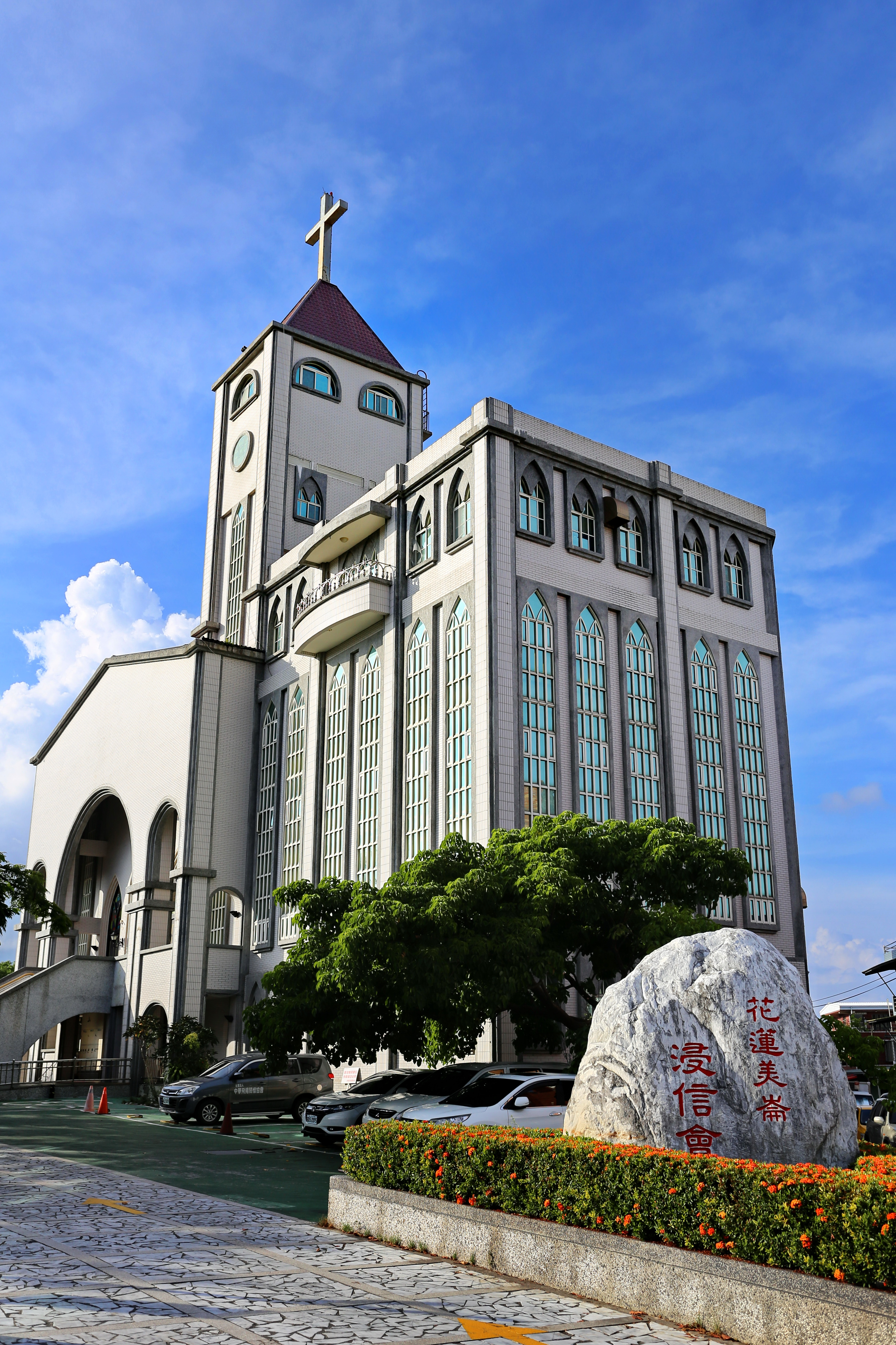
花蓮美崙浸信會
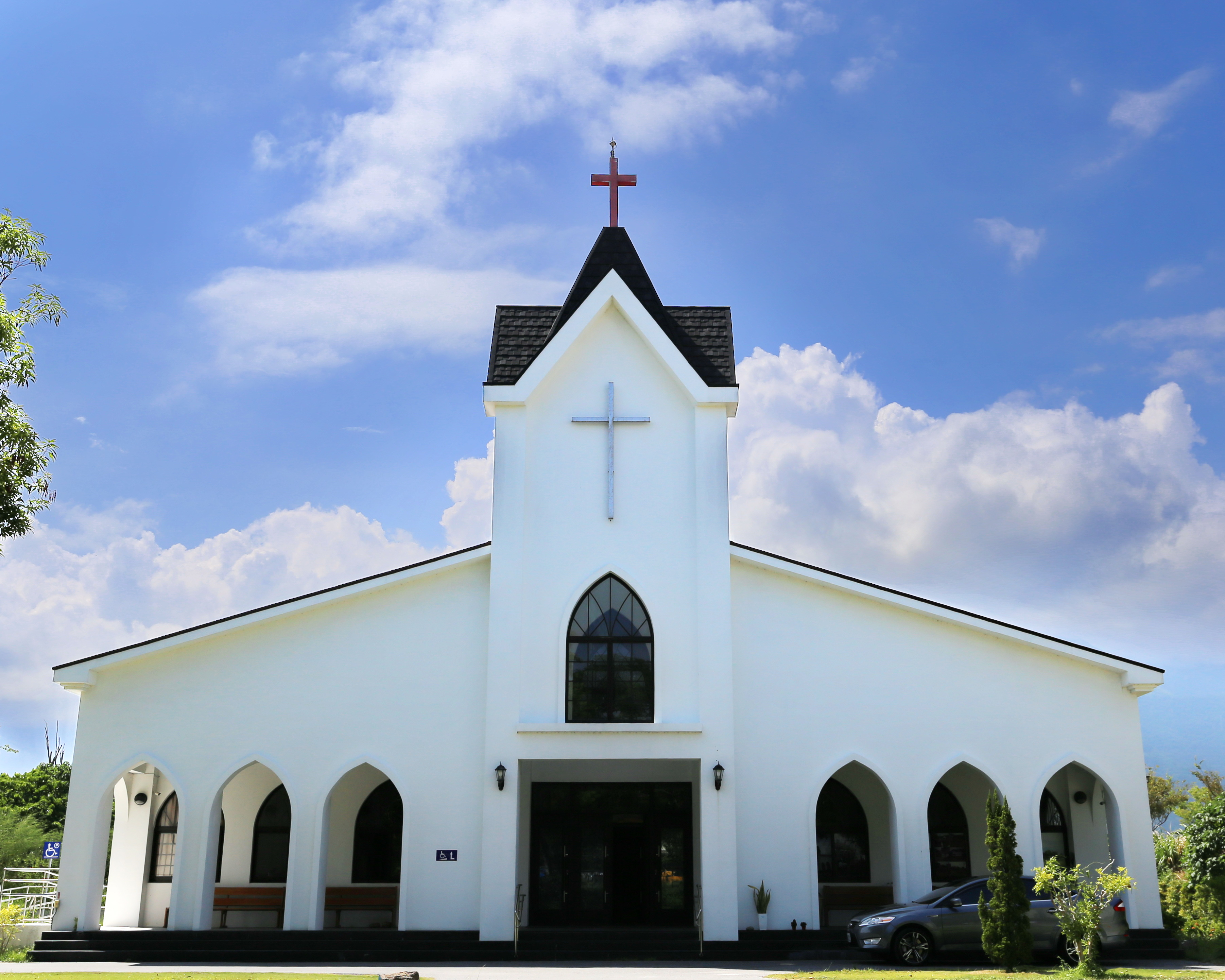
台灣聖教會東台宣教園區高滿紀念教會

- 慈濟基金會本部靜思堂
- 花蓮美崙浸信會
- 台灣聖教會東台宣教園區高滿紀念教會

## 教育

### 大專院校
- 國立東華大學美崙校區（原國立花蓮教育大學）
- 慈濟大學中央校區、介仁校區、建國校區（原慈濟科技大學）
- 國立空中大學

### 高級中等學校
- 國立花蓮高級中學
- 國立花蓮女子高級中學
- 國立花蓮高級商業職業學校
- 國立花蓮高級工業職業學校
- 國立花蓮高級農業職業學校
- 花蓮縣立體育高級中等學校
- 慈濟大學附屬高級中學
- 花蓮縣私立四維高級中學

### 國民中學
- 花蓮縣立自強國民中學
- 花蓮縣立花崗國民中學
- 花蓮縣立美崙國民中學
- 花蓮縣立國風國民中學
- 私立慈濟大學附屬高級中學國中部

### 國民小學
- 國立東華大學附設實驗國民小學（原花師附小）
- 花蓮縣花蓮市中正國民小學
- 花蓮縣花蓮市中原國民小學
- 花蓮縣花蓮市中華國民小學
- 花蓮縣花蓮市北濱國民小學
- 花蓮縣花蓮市忠孝國民小學
- 花蓮縣花蓮市信義國民小學
- 花蓮縣花蓮市國福國民小學
- 花蓮縣花蓮市復興國民小學
- 花蓮縣花蓮市鑄強國民小學
- 花蓮縣花蓮市明禮國民小學
- 花蓮縣花蓮市明義國民小學
- 花蓮縣花蓮市明義國民小學博愛分校
- 花蓮縣花蓮市明恥國民小學
- 花蓮縣花蓮市明廉國民小學
- 花蓮縣私立慈濟大學附設實驗國民小學
- 私立海星國民小學(原若瑟國小)

## 醫療
- 佛教慈濟醫療財團法人花蓮慈濟醫院（台灣東部首家醫學中心）
- 臺灣基督教門諾會醫療財團法人門諾醫院
- 衛生福利部花蓮醫院
- 國軍花蓮總醫院進豐門診處
- 花蓮市衛生所
- 花蓮縣衛生局
- 花蓮國泰聯合診所

## 交通

### 航空
- 花蓮機場（實際位置位於新城鄉、但亦為花蓮市與花蓮縣主要空運門戶）

### 觀光景點

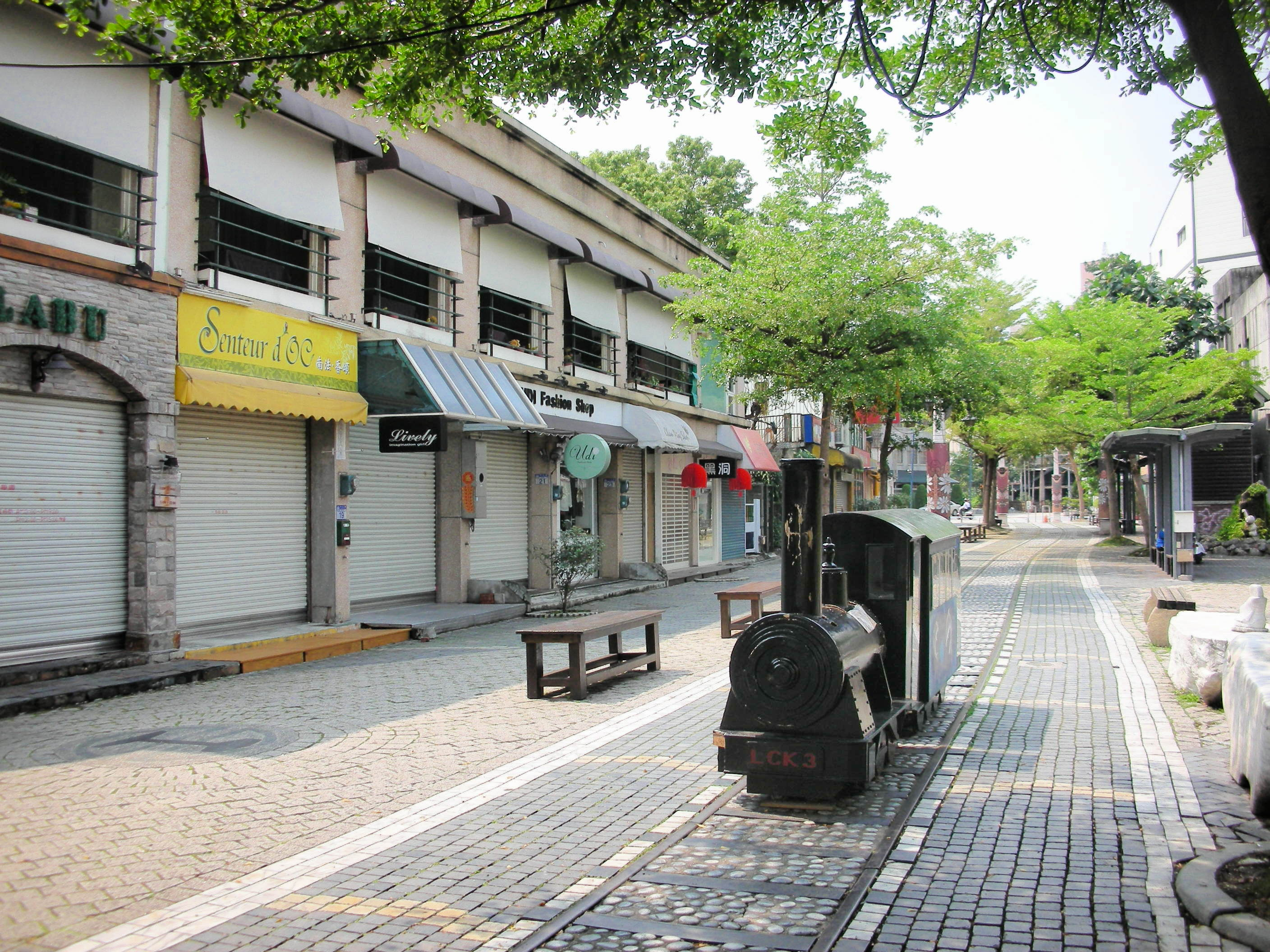
舊鐵道商圈

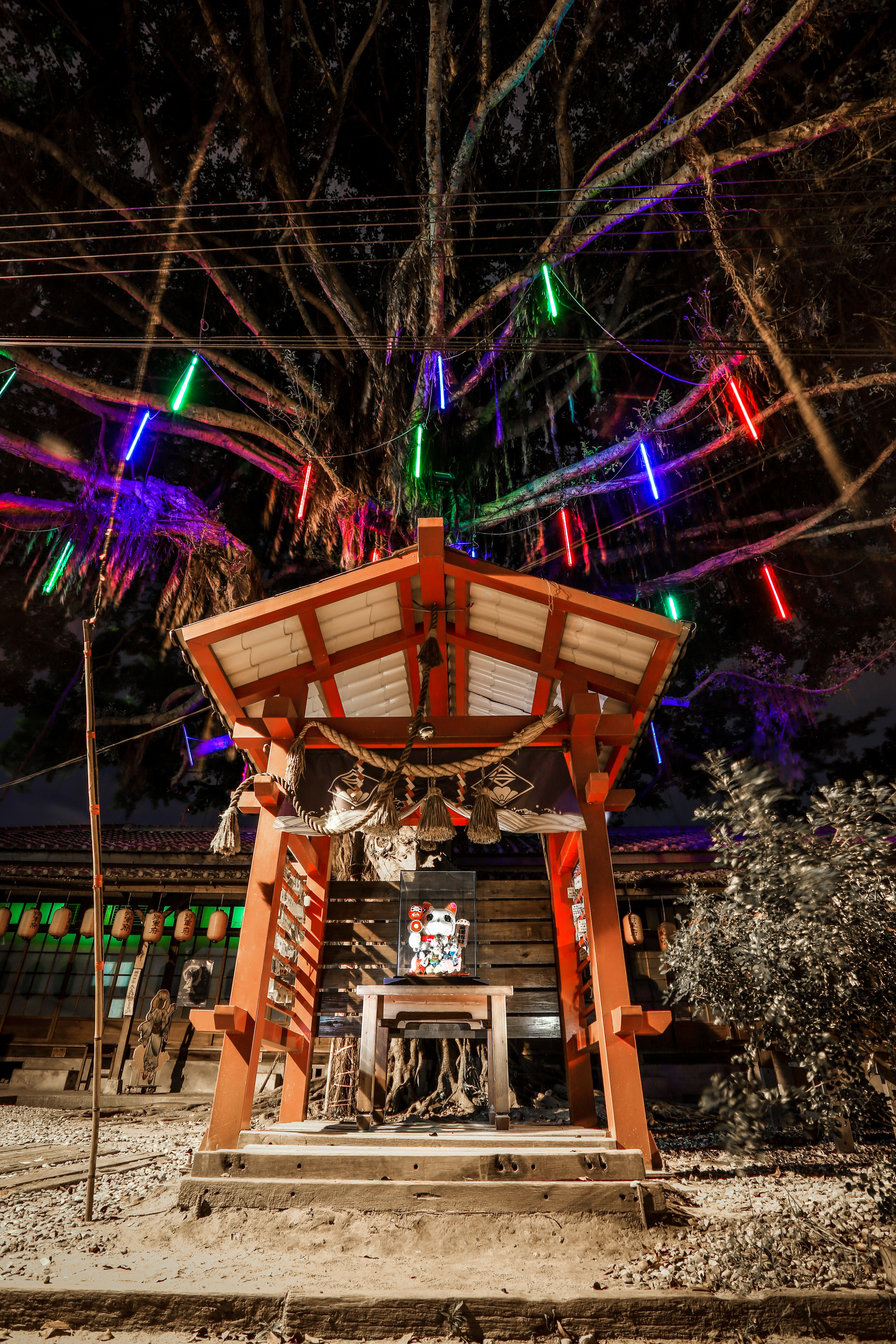
將軍府

### 海運
- 花蓮港

### 鐵路

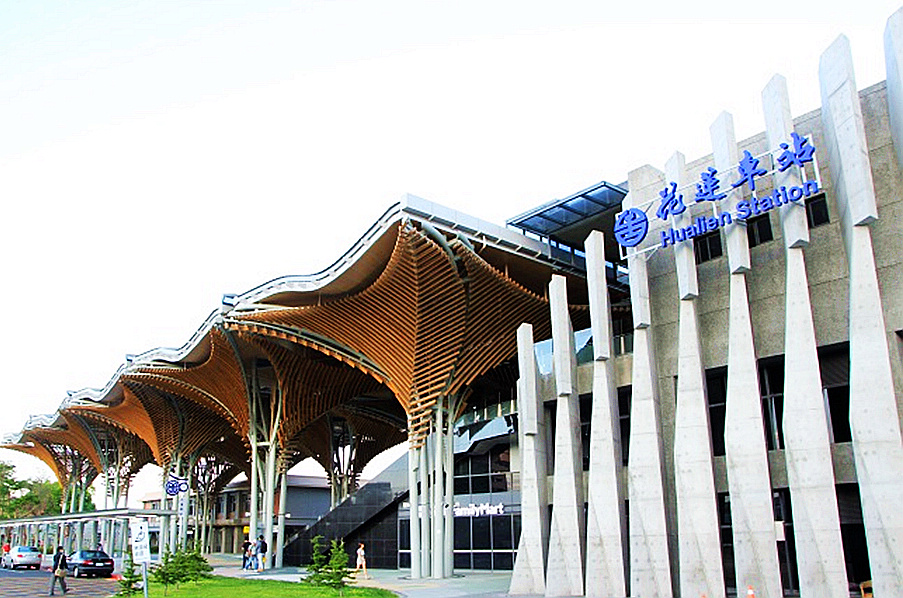
花蓮車站

臺灣鐵路公司
- 北迴線、臺東線：花蓮車站[25]
- 花蓮臨港線：花蓮港車站

### 公車資訊
- 公路客運（花蓮轉運站）
  - 太魯閣客運
  - 興東客運
  - 首都客運
  - 台北客運
  - 統聯客運
  - 花蓮縣市區公車

### 公路
- 台9線（蘇花公路、花東公路）
- 台9丙線
- 台11線（花東海岸公路）
- 縣道193號

### 主要道路
南北向道路
- 中美路
- 中央路
- 自立路
- 自強路
- 自由街
- 府前路（往北至新城嘉里）
- 尚志路（往北至新城嘉里）
- 林森路
- 國聯一路
- 國聯二路
- 國聯五路
- 國盛七街
- 北興路
- 民生路
- 民權路
- 海岸路
- 南濱路
- 北濱街
- 東興路
- 尚志路
- 華西路
- 進豐街
- 富強路
- 明禮路
- 軒轅路
- 北濱外環地下道

東西向道路
- 中山路
- 中正路（台九線）
- 中華路（往西至吉安宜昌）
- 商校街
- 林森路
- 民國路
- 大同街
- 節約街
- 公園路
- 北興路
- 莊敬路
- 和平路（往西至吉安勝安）
- 建國路（往西至吉安北昌）
- 重慶路
- 化道路
- 國聯四路
- 十六股大道

## 旅遊

### 觀光景點[26]
- 夏戀嘉年華（暑假限定）
- 花蓮東大門國際觀光夜市[27]
- 金三角商圈
- 日出香榭大道
- 石雕博物館
- 松園別館
- 濱海扶輪公園
- 將軍府[28]
- 花蓮縣縣定古蹟檢察長宿舍[29]
- 和平廣場
- 北濱公園
- 南濱公園
- 國福花海（國福養生休閒園區）
- 菁華橋
- 瓊崖海棠綠色隧道（明禮路）
- 迎客樟
- 沛石館
- 白燈塔公園
- 奇萊鼻燈塔
- 四八高地
- 曼波海洋生態休閒園區
- 七星潭四八高地戰備坑道
- 慈濟文化園區
- 花蓮文化創意產業園區
- 石來運轉噴泉廣場
- 石藝大街
- 花蓮石雕博物館
- 金彩玫瑰石博物館
- 陽光電城
- 舊鐵道商圈
- 天使之翼雕像
- 花蓮鐵道文化園區
- 花蓮港濱自行車道
- 花蓮港景觀橋
- 台酒花蓮酒廠
- 佐倉步道
- 撒固兒步道、撒固兒瀑布
- 郭子究紀念館
- 台肥海洋深層水園區
- 日本鋁株式會社花蓮港工場構內社
- 大陳故事館
- 介壽眷村
- 台灣原住民族文化館
- 美崙山公園
- 美崙山生態展示館
- 美崙溪河濱公園&自行車道
- 美崙山總統府侍衛墓園
- 花蓮忠烈祠
- 花蓮漁港賞鯨
- 美崙夜市
- 梁坤龍&許龍海兩青年紀念碑(雙龍紀念碑)

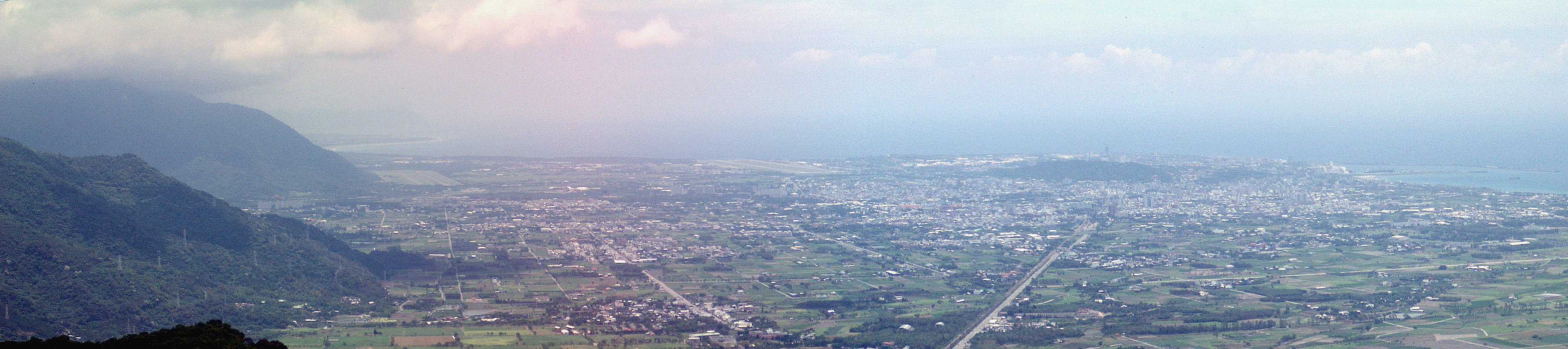
花蓮市區全景圖
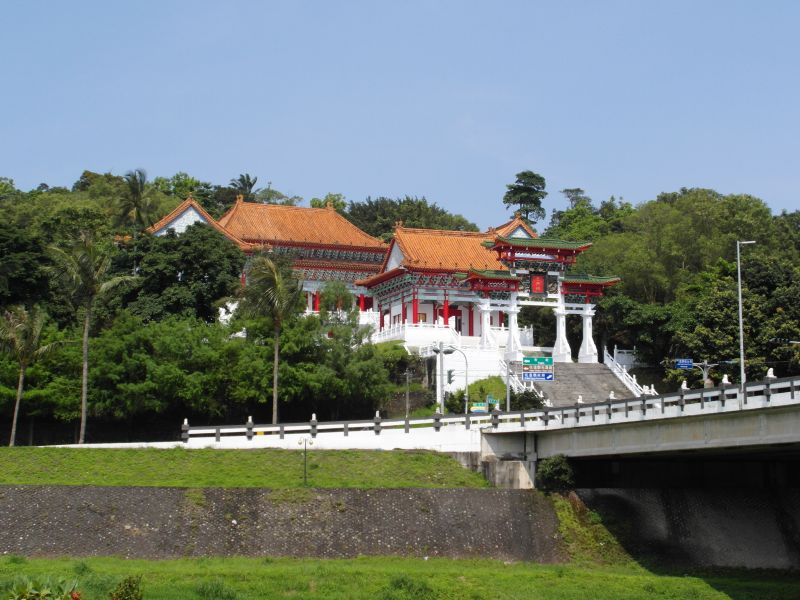
花蓮縣忠烈祠
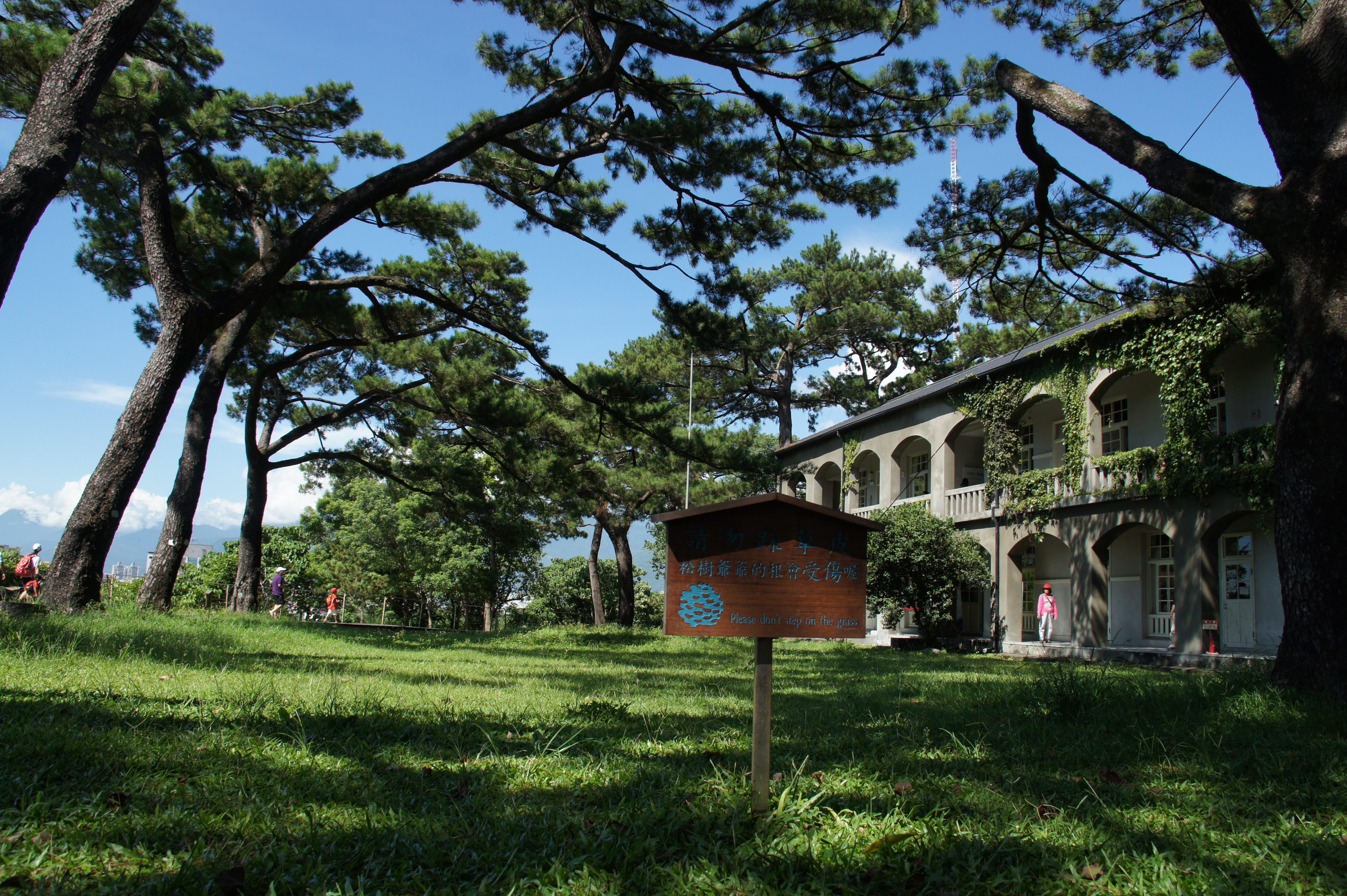
松園別館
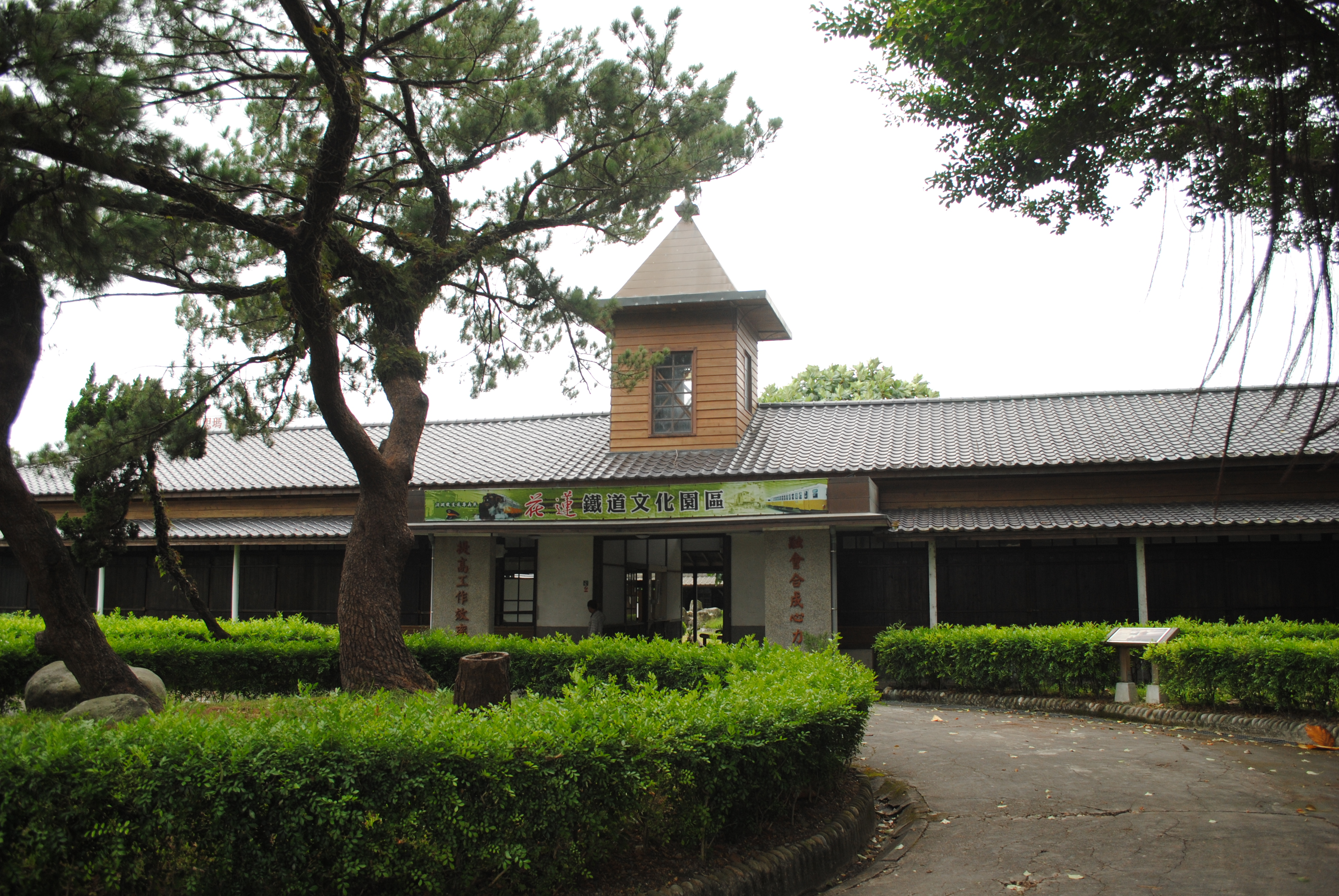
花蓮鐵道文化館
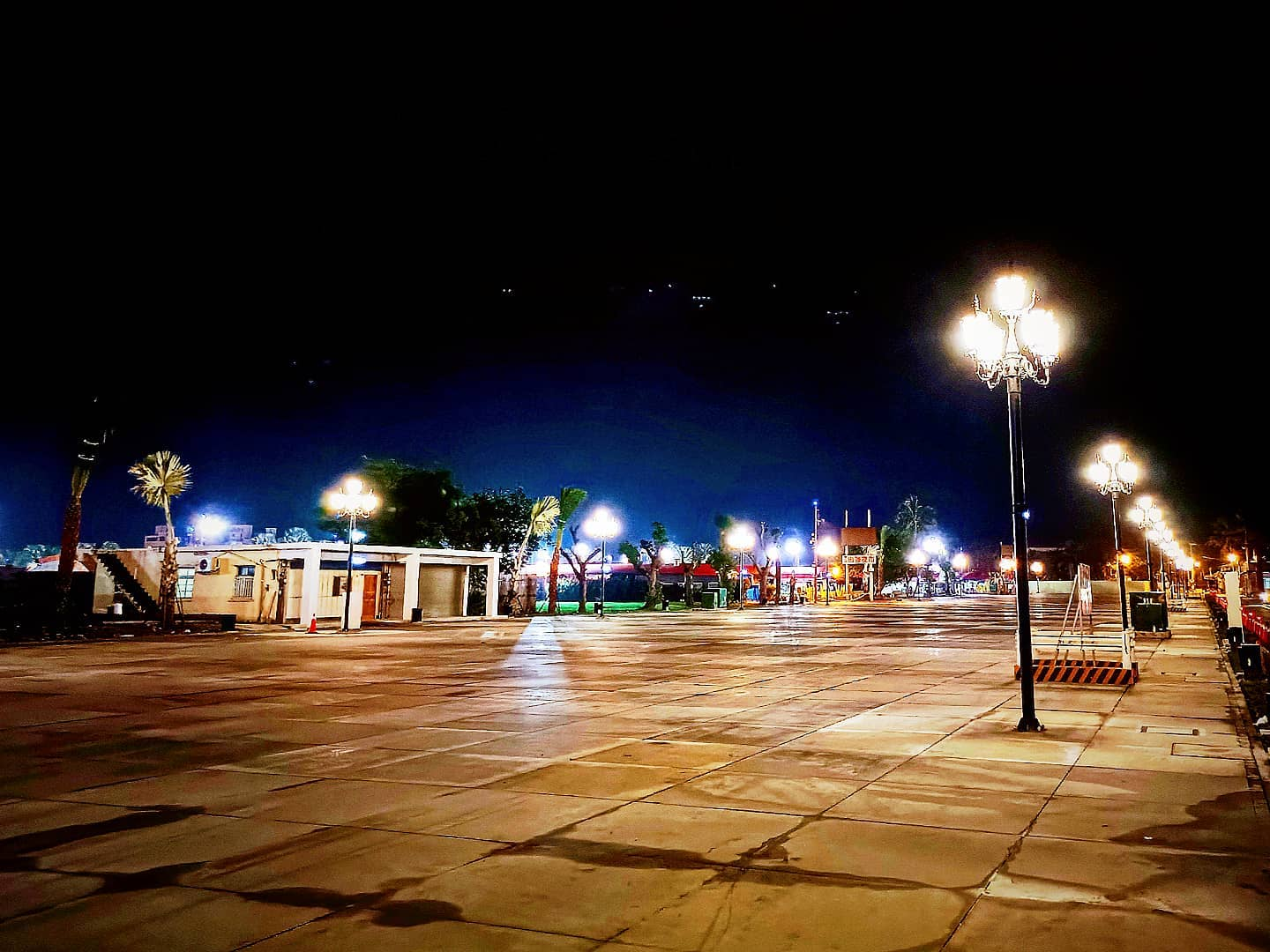
花蓮市香榭大道夜景
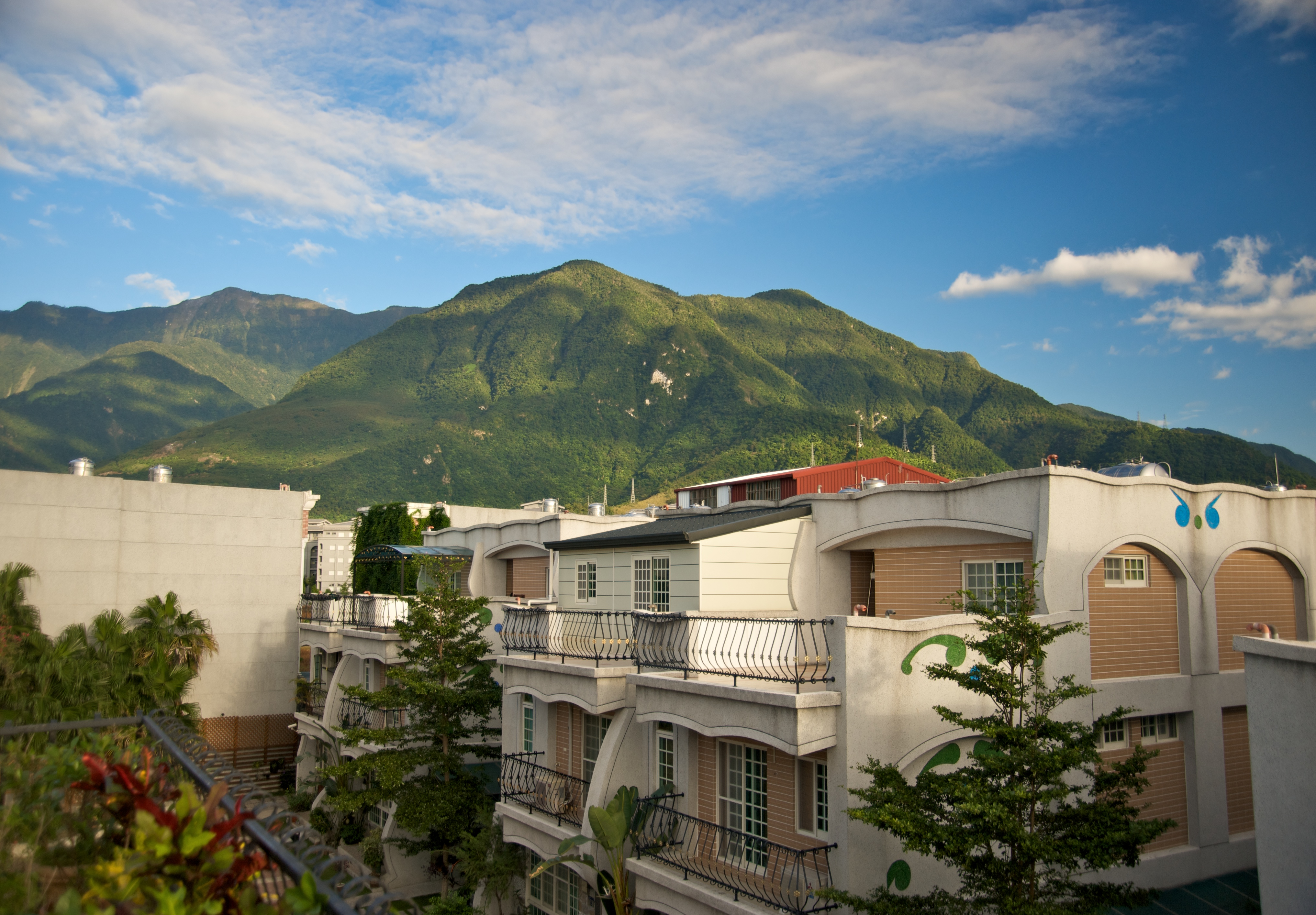
花蓮市國興里
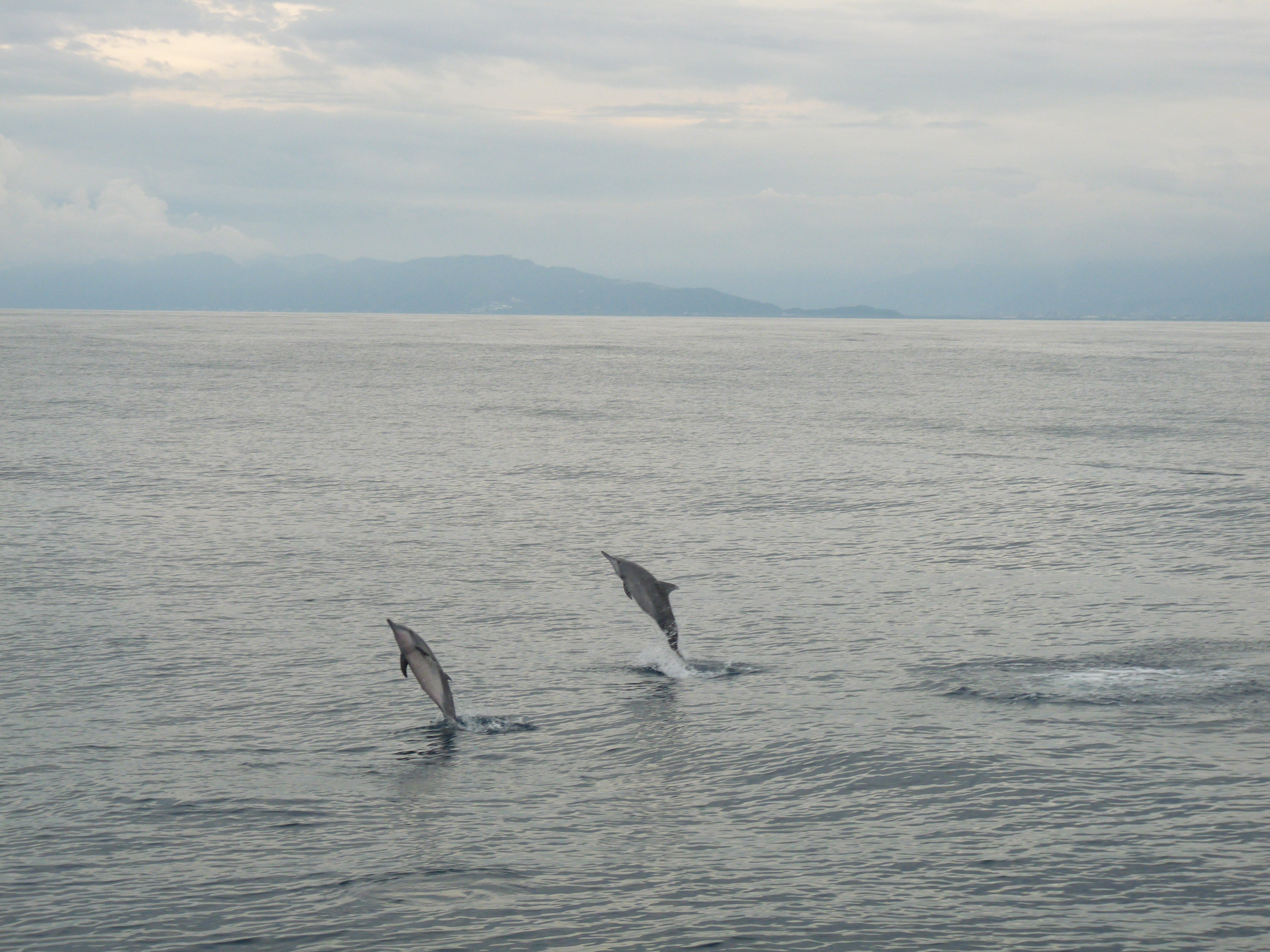
賞豚
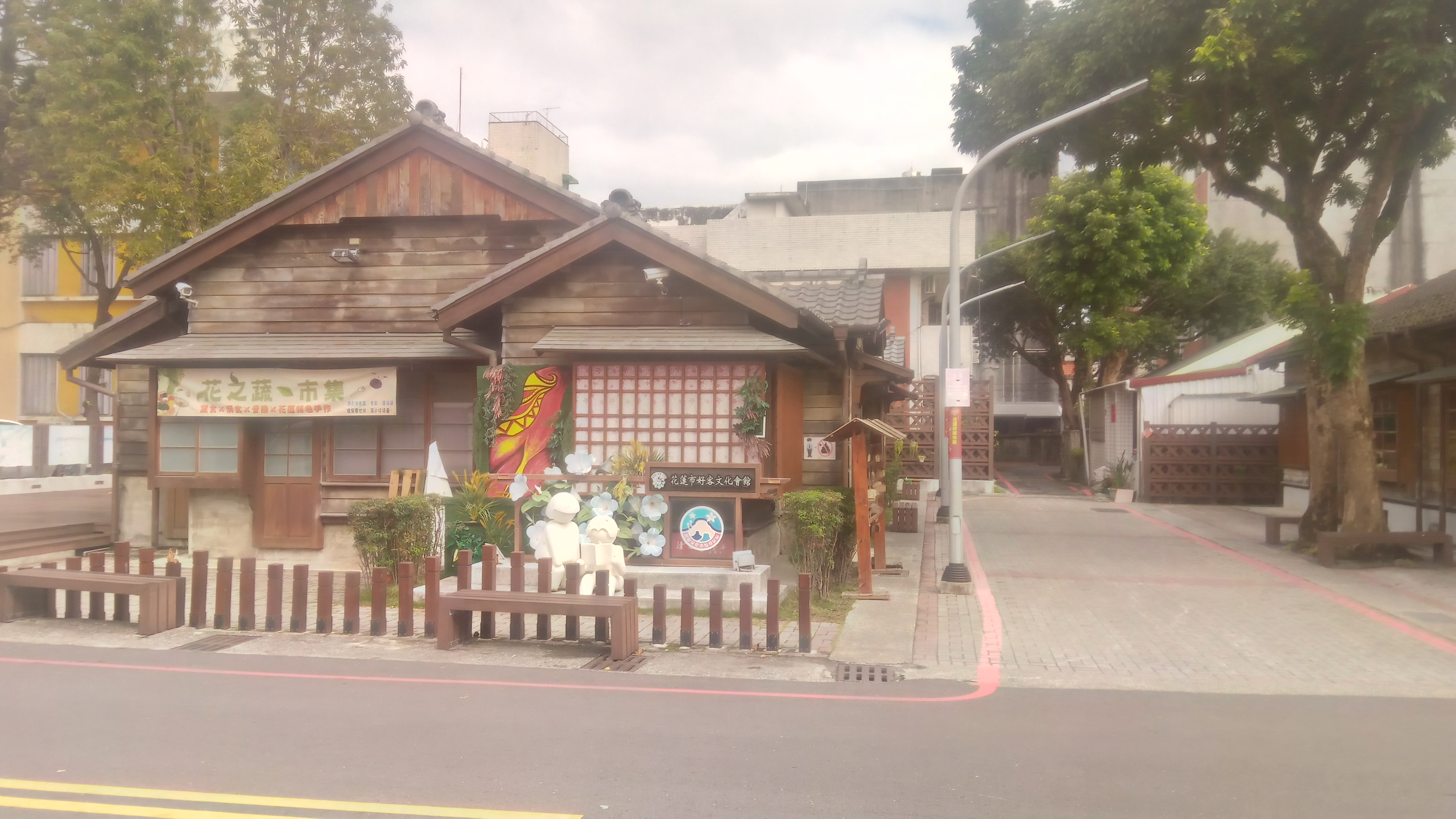
花蓮好客文化會館
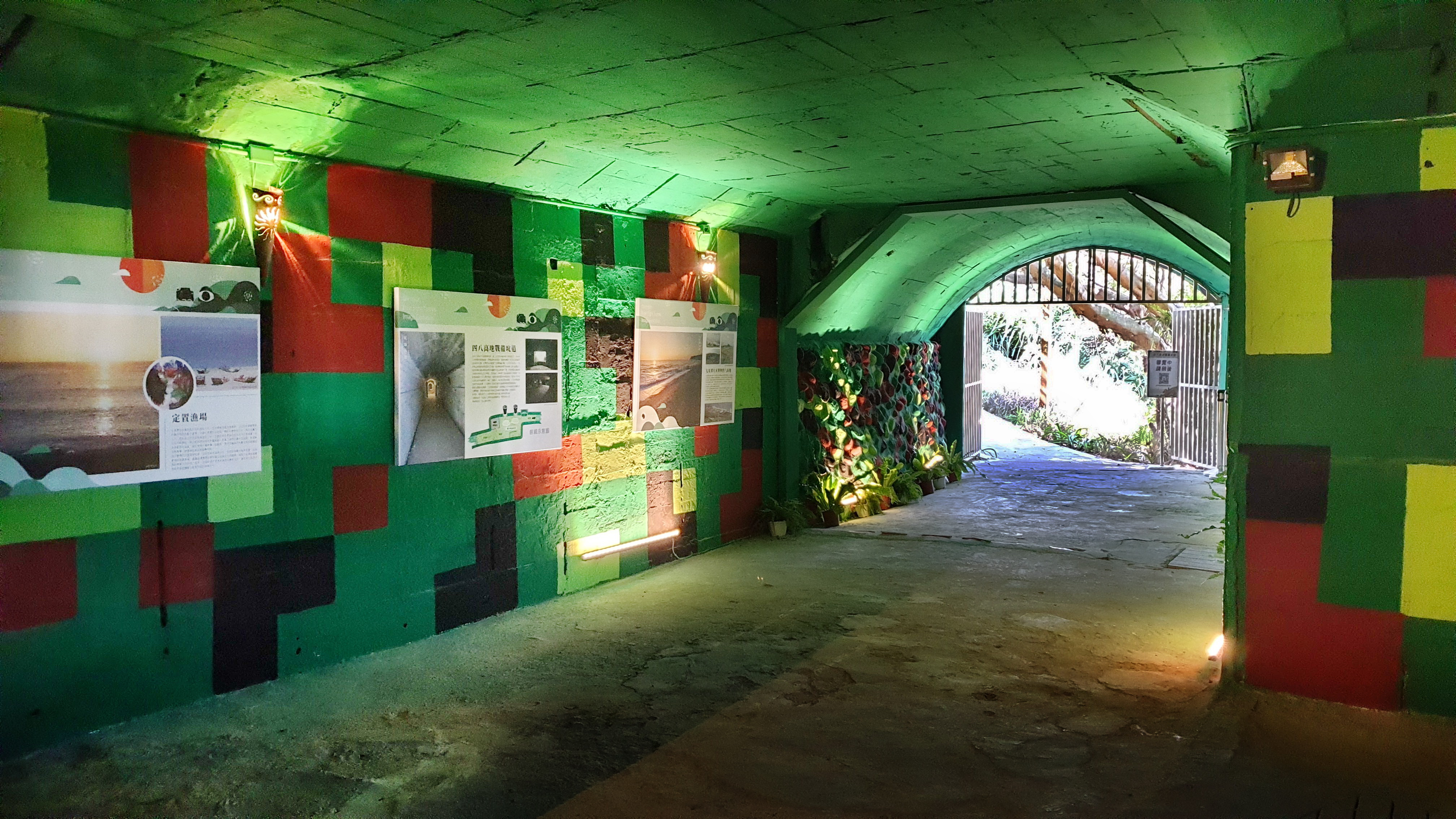
七星潭四八高地戰備坑道
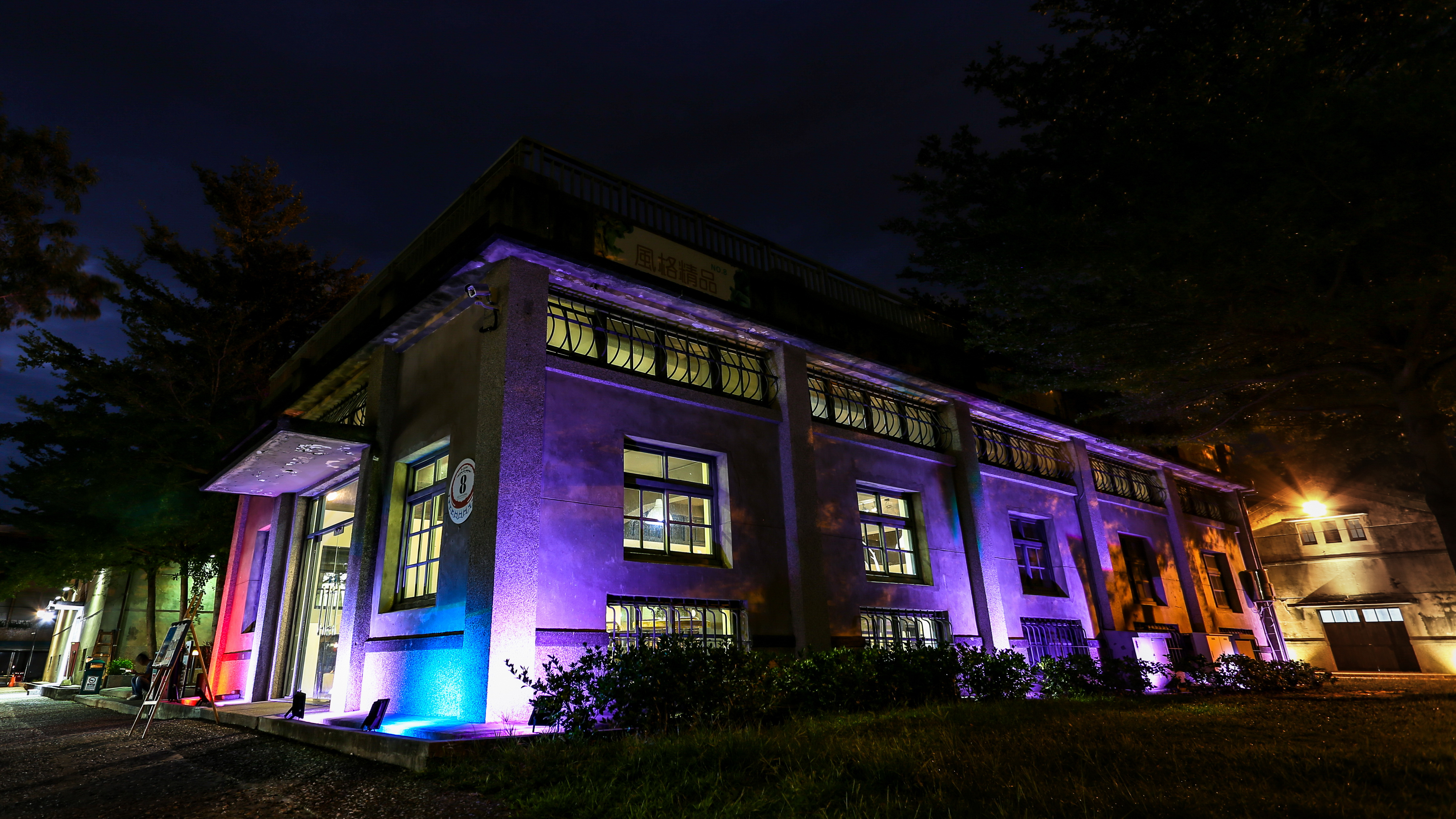
a-zone花蓮文化創意產業園區
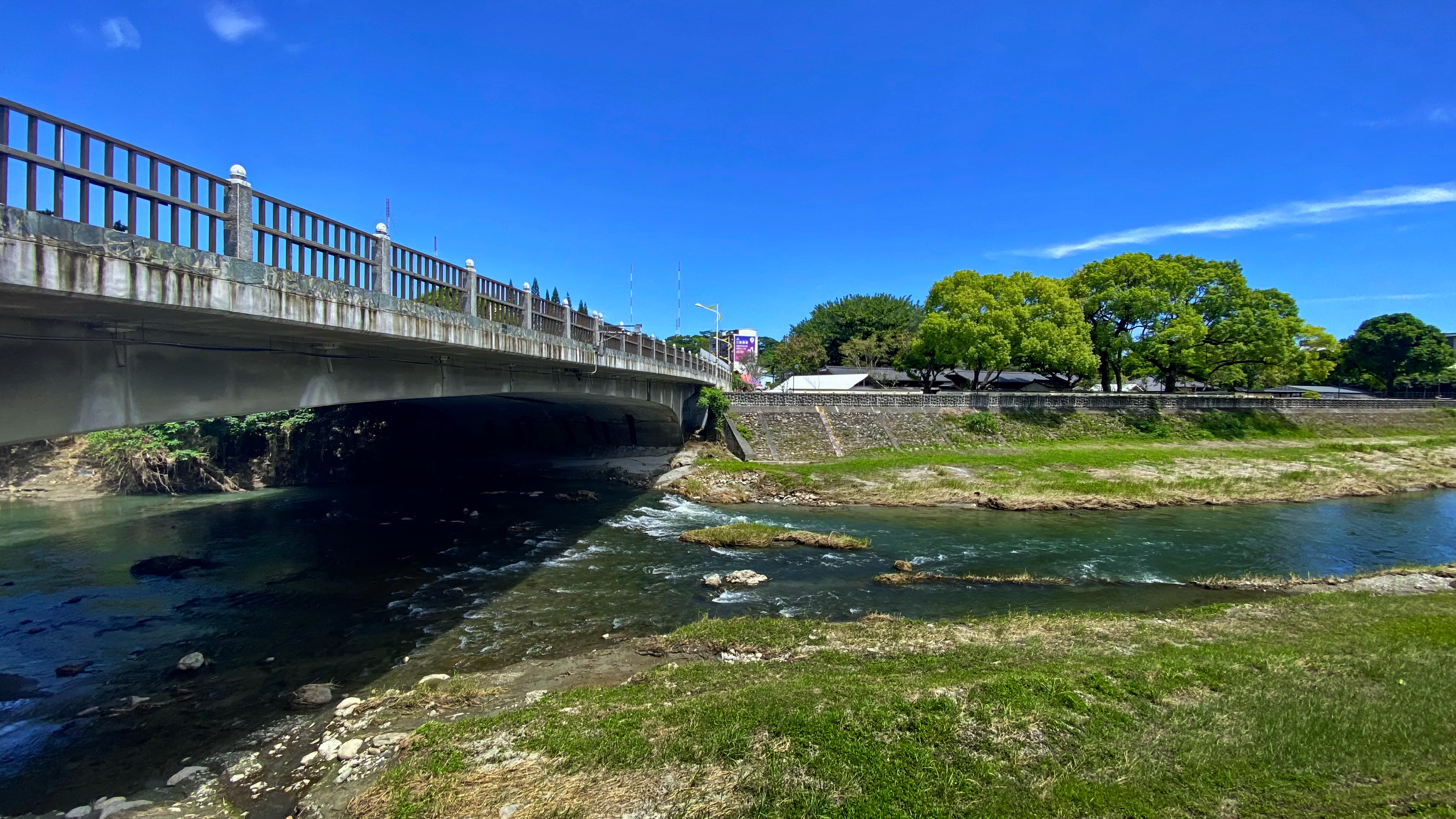
美崙溪畔日式宿舍和中正橋

### 公園綠地

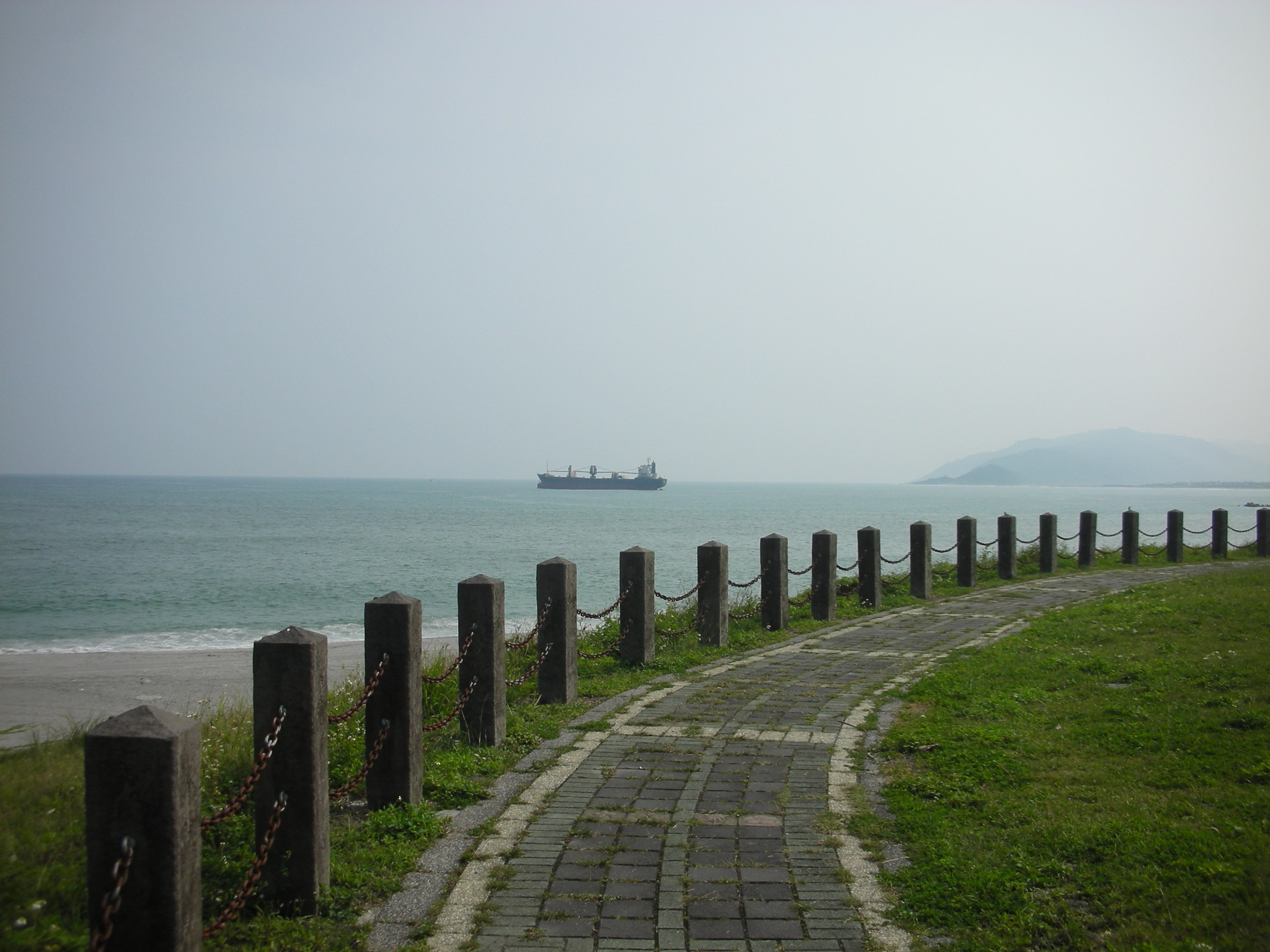
北濱公園

- 太平洋共融公園(2022/12 竣工) [30]
- 美崙山生態公園
- 美崙海濱公園
- 美崙溪河濱公園
- 太平洋公園（南濱公園）
- 碧雲莊林介公園
- 北濱公園
- 四八高地曼波園區
- 中琉紀念公園（富安路上）
- 勞工運動公園（大本運動公園）[31]
- 中山公園
- 國福河濱公園
- 德安運動公園
- 德興運動公園
- 後備軍人公園
- 石雕公園
- 龍鳳公園
- 花蓮白燈塔公園
- 球崙運動公園
- 花蓮環保公園
- 佐倉運動公園（興建中）

## 美食
- 麻糬
- 花蓮薯
- 紫心薯
- 炸蛋蔥油餅
- 排骨麵
- 包子
- 剝皮辣椒
- 肉圓
- 蛋餅
- 餛飩（扁食）
- 官財板
- 包心粉圓
- 紅茶
- 香腸

## 特色
下列東臺灣唯一的主要機關或單位皆設於花蓮市：
- 業務服務機關-行政院東部聯合服務中心
- 行政執行機關-法務部行政執行署花蓮分署
- 外交業務機關-外交部領事事務局東部辦事處
- 經濟部門機關-經濟部地質調查及礦業管理中心東區辦事處
- 檢驗業務機關-經濟部標準檢驗局花蓮分局
- 農糧業務機關-農業部農糧署東區分署
- 衛福業務機關-衛生福利部中央健康保險署東區業務組
- 鐵路運輸交通秩序和治安之機關-內政部警政署鐵路警察局花蓮分局
- 軍事單位-陸軍花東防衛指揮部
- 司法機關-臺灣高等法院花蓮分院
- 檢察機關-臺灣高等檢察署花蓮檢察分署
- 東部唯一的百貨公司-遠東百貨花蓮店
- 東部唯一的國際港–花蓮港
- 東部唯一的醫學中心-慈濟醫院
- 東部唯一一條仍在營運的台鐵臨港線–花蓮臨港線
- 東部平均進出站人數最多的台鐵車站及唯一特等站–花蓮車站

## 外交
姊妹市
資料來源：
- 蔚山廣域市（韓國的一級行政區相等於中華民國的直轄市）
- 日本宮崎縣西臼杵郡高千穗町（日本的三級行政區和花蓮市相等）
- 日本沖繩縣八重山郡與那國町 （日本的三級行政區和花蓮市相等）
- 美国新墨西哥州伯納利歐縣亞伯古基市（美國的三級行政區和花蓮市相等）
- 美国華盛頓州金郡貝勒優市（美國的三級行政區和花蓮市相等）
- 南非奧松鎮

友好城市
- 菲律賓甲拉巴松大區内湖省史瑪莉雅市（英语：Santa Maria, Laguna） （菲律賓的三級行政區和花蓮市相等）
- 美国北馬利安納群島塞班島市（美國自由邦的二級行政區）
- 日本岩手縣盛岡市[33]
- 花蓮市與沖繩縣八重山群島的石垣市、與那國町和竹富町簽署「台灣東部、沖繩八重山諸島觀光經濟圈」共同宣言，希望實現「國境交流特區」的構想。

## 城市遠景
- 洄瀾雙城開發計畫（洄瀾車站城、洄瀾星空城）[34]
- 潔西艾美酒店（含周遭商圈發展計畫）
- 統帥大飯店改建複合式商場方案[35]
- 花蓮-吉安段鐵路高架計畫
- 中山綠能球場（位於中山公園，結合籃球場及網球場，以太陽能發電提供場內電源）
- 國立花蓮海洋生物博物館（時任立委蕭美琴提出，選址在台肥園區內）
- 自由街與明義街停車位整建計畫（香榭大道落成，需更多的停車空間而建，及改善舊有忠孝立體停車場）
- 花蓮海水浴場（水利署已開始於北濱公園進行人工養灘作業）
- 花蓮港商閾拓展方案（增加客運班次，以及增加貨櫃碼頭，含藍鵲輪啟航及胖卡市集）
- 重慶市場美化方案（透過粉刷，型塑出地中海風格）
- 德安運動公園美化計劃（園內增設社區關懷據點及幼兒/兒童遊樂設施）
- 國聯立體停車場（紓解花蓮市區停車空間不足的問題）

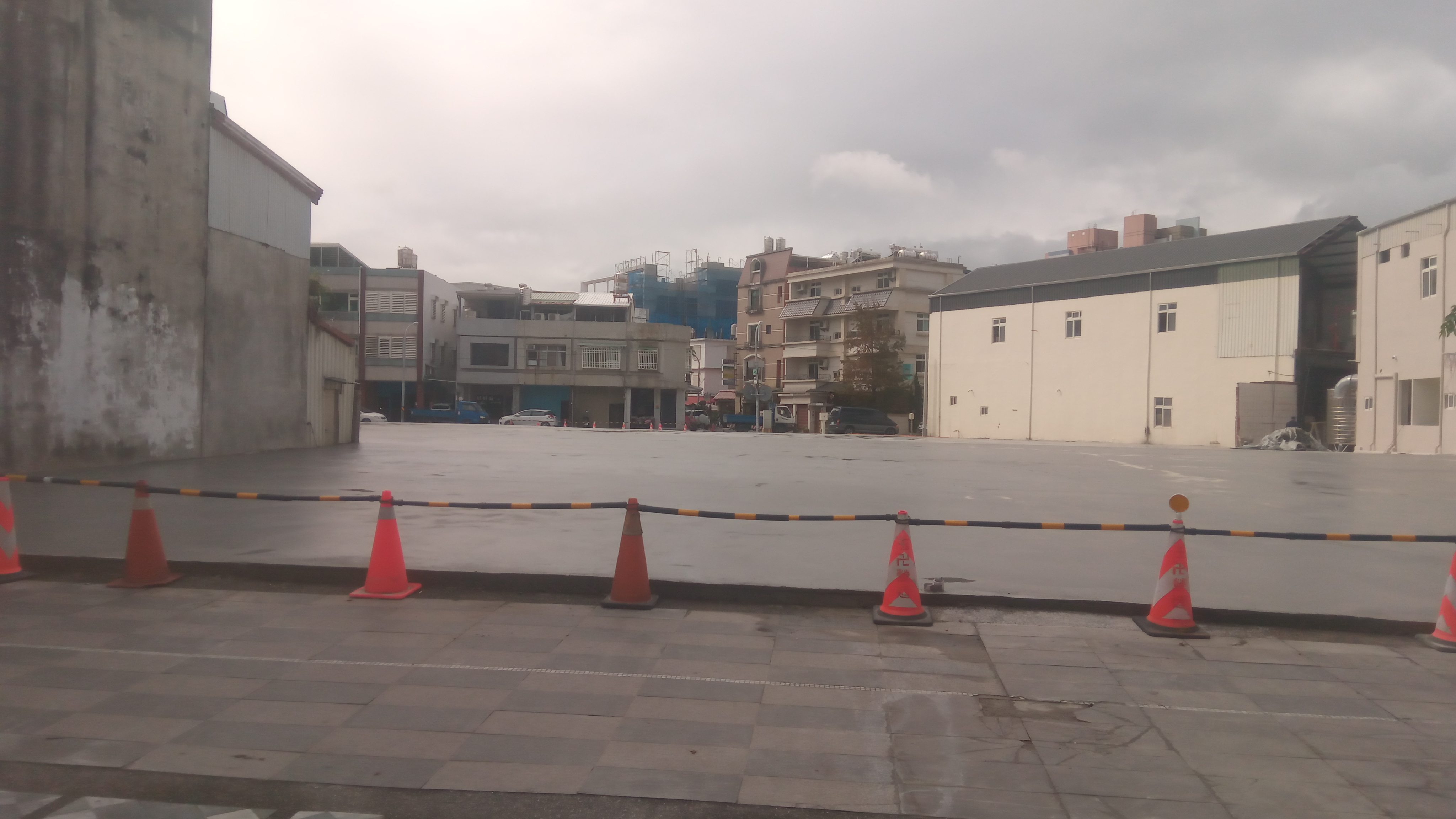
施工中的花蓮市國聯停車場

- 市區交通整頓方案（為因應如夏戀嘉年華舉辦時的龐大車潮，令市區交通更加流暢）
- 美崙安居方案（425戶社會住宅）[36]

## 外部連結
- 花蓮市公所 （页面存档备份，存于）
- 花蓮市公所臉書專頁 （页面存档备份，存于）
- OpenStreetMap上有關花蓮市的地理